# نيكولاي أبيلدجارد
نيكولاي أبراهام أبيلدجارد (11 سبتمبر 1743-4 يونيو 1809) كان رسامًا دنماركيًا من رواد الحركة الكلاسيكية الحديثة ونحاتًا ومهندسًا وأستاذًا للرسم في الأكاديمية الملكية الدنماركية الجديدة للفنون في كوبنهاغن، الدنمارك. كانت العديد من أعماله في قصر كريستيانسبورج الملكي (بعضها دمرت في حريق 1794)، وقصر فريدنسبورج، وقصر أمالينبورج.

## السيرة الذاتية
ولد نيكولاي أبراهام أبيلدجارد في كوبنهاغن، الدنمارك، وهو ابن آن مارغريت وسورن أبيلدجارد (رسام آثار شهير). تلقى أبيلدجارد تدريبًا على يد معلم رسم قبل أن ينضم إلى الأكاديمية الملكية الدنماركية للفنون في كوبنهاغن، حيث درس تحت إشراف يوهان ماندلبيرغ. حصل على سلسلة من الميداليات في الأكاديمية تقديراً لعمله المتألق من 1764 إلى 1767. وفاز بالميدالية الذهبية الكبيرة من الأكاديمية في عام 1767 بما في ذلك راتب السفر، الذي انتظر خمس سنوات للحصول عليه. ساعد أبيلدجارد البروفيسور يوهان ماندلبيرغ في الأكاديمية كمتدرب في عام 1769 وأستعان ماندلبيرغ بأبيلدجارد لرسم الزخارف للقصر الملكي في فريدنسبورج. تعتبر هذه الزخارف اليوم أعمال كلاسيكية، متأثرة بفنانين كلاسيكيين فرنسيين أمثال كلود لورين ونيكولاس بوسين. كان ماندلبيرغ قد درس في باريس تحت إشراف فرانسوا باوتشر.

### سفر الطلاب

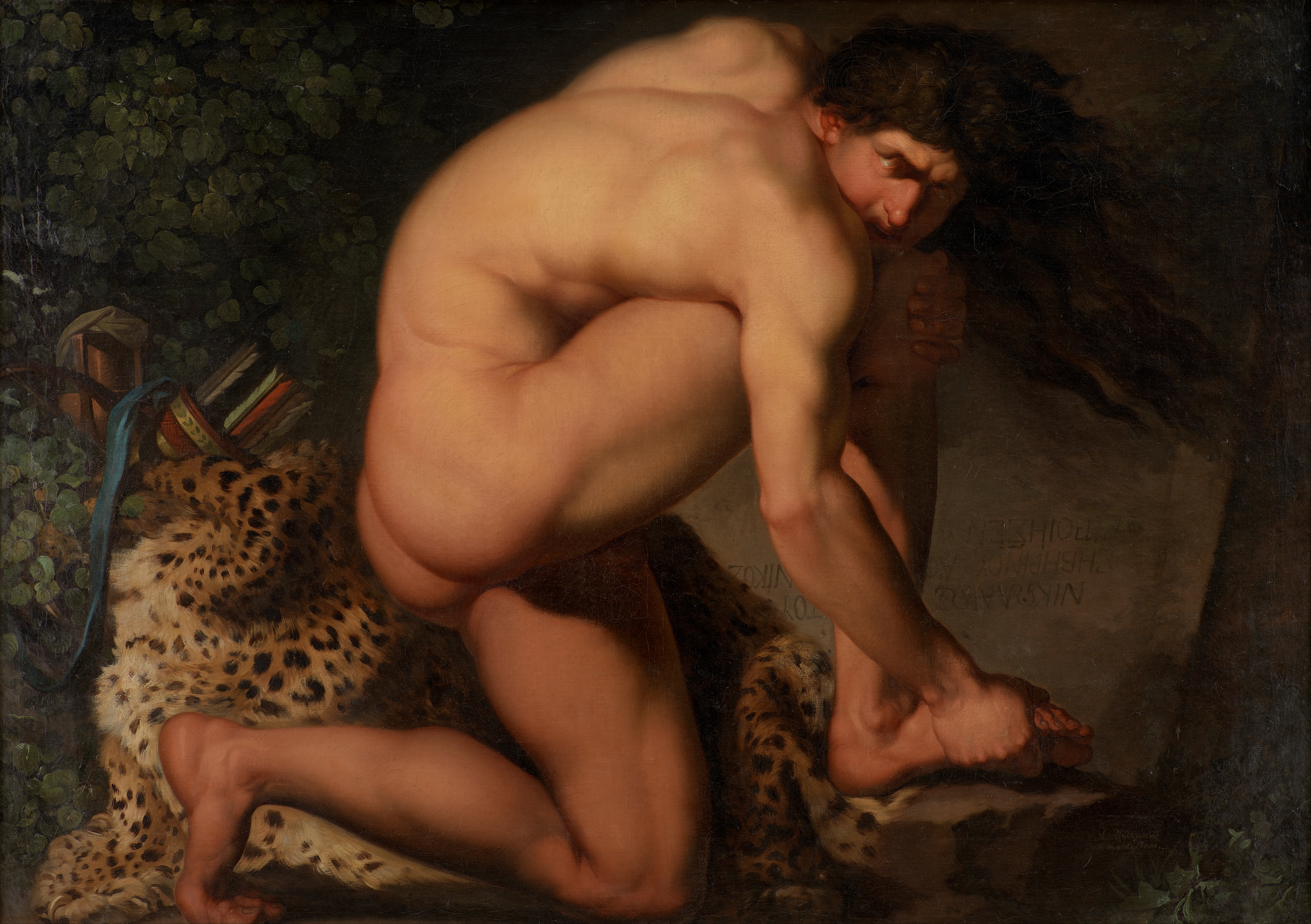
فيلوكتيتس الجريح بريشة أبيلدجارد 1775

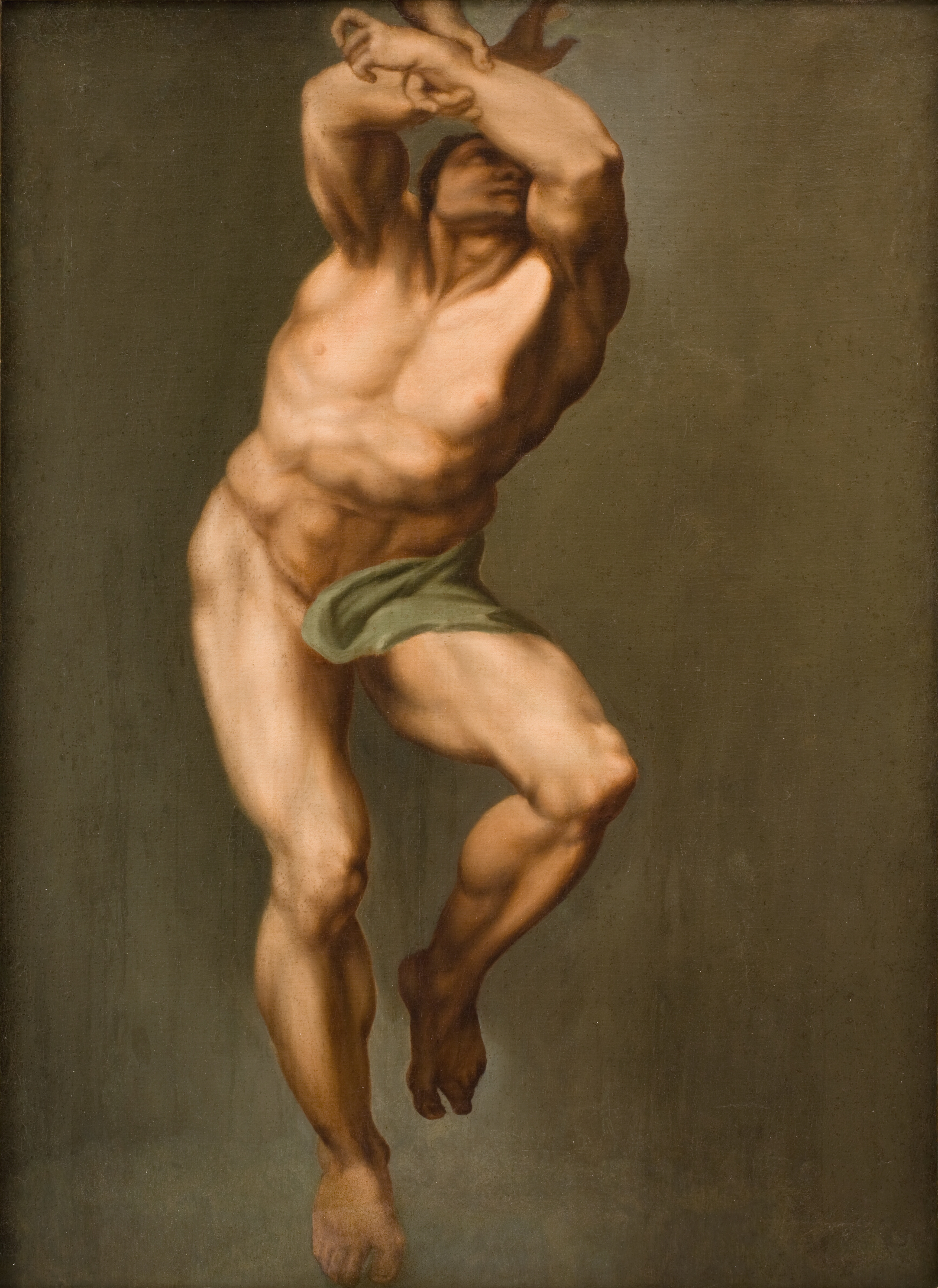
جسد ذكر بريشة أبيلدجارد 1774 أستلهمها من «الدينونة الأخيرة» لمايكل أنجلو من سقف كنيسة سيستينا.

على الرغم من أن الفنانين في ذلك الوقت كانوا يسافرون عادة إلى باريس لمزيد من الدراسات، اختار بأبيلدجارد السفر إلى روما، حيث أقام من 1772 إلى 1777. قام برحلة جانبية إلى نابولي عام 1776 مع جينس جويل. تركزت طموحاته على الرسم التاريخي. أثناء وجوده في روما، درس اللوحات الجدارية لأنيبال كاراتشي في قصر فارنيز ولوحات رافائيل وتيتيان ومايكل أنجلو. بالإضافة إلى ذلك، درس مختلف التخصصات الفنية الأخرى (النحت والعمارة والديكور واللوحات الجدارية) وطور معرفته بالأساطير والآثار والتشريح. 

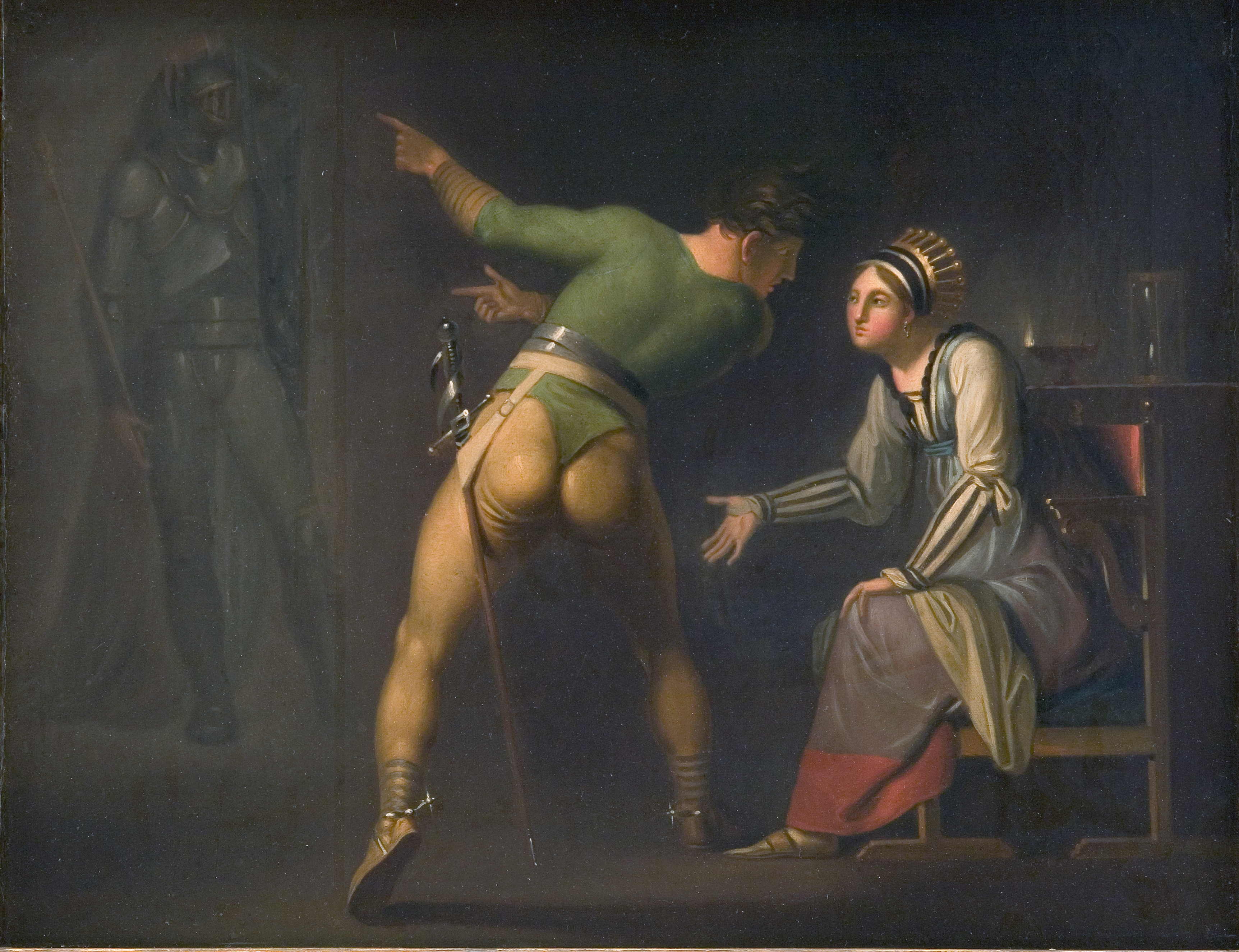
هاملت بريشة أبيلدجارد 1778

برفقة النحات السويدي يوهان توبياس سيرجيل والرسام الأنكليزي يوهان هاينريش فوسلي، بدأ في الابتعاد عن الكلاسيكية التي تعلمها في الأكاديمية. طور تقديرًا لأدب شكسبير وهوميروس وأوسيان. وعمل مع موضوعات من الأساطير اليونانية وكذلك الإسكندنافية، مما جعله في طليعة الرومانسية الاسكندنافية. غادر روما في يونيو 1777 على أمل أن يصبح أستاذًا في الأكاديمية في كوبنهاغن. توقف للإقامة في باريس ووصل إلى الدنمارك في ديسمبر من نفس العام.

### المهنة الأكاديمية والفنية
في عام 1778 ، بعد وقت قصير من انضمامه إلى الأكاديمية، تم تعيينه في كأستاذ. قام بتدريس الأساطير وعلم التشريح بالإضافة إلى الرسم على الطراز الكلاسيكي الجديد. بالإضافة إلى منصبه في الأكاديمية، كان منتجًا للغاية كفنان من 1777 إلى 1794. لم ينتج أعمالًا ضخمة فحسب، بل أنتج أيضًا قطعًا أصغر مثل المقالات القصيرة والرسوم التوضيحية. قام بتصميم الأزياء الإسكندنافية القديمة. وقام بتوضيح أعمال سقراط وأوسيان. بالإضافة إلى ذلك قام ببعض النحت والحفر والتأليف. كان مهتمًا بجميع طرق التلميح الأسطوري والتوراتي والأدبي.

### تلاميذ
قام بتدريس بعض الرسامين المشهورين، بما في ذلك أسموس جاكوب كارستينز، والنحات بيرتل تورفالدسن، والرسامين جون لودفيغ لوند وكريستوفر فيلهلم إكرسبيرج. بعد وفاته، ذهب لوند وإكرسبيرج ليصبحا خلفاء له كأساتذة في الأكاديمية. واصل إكرسبيرج، المشار إليه باسم «أبو الرسم الدنماركي»، وضع الأساس لفترة الفن المعروفة باسم العصر الذهبي للرسم الدنماركي، كأستاذ في نفس الأكاديمية.

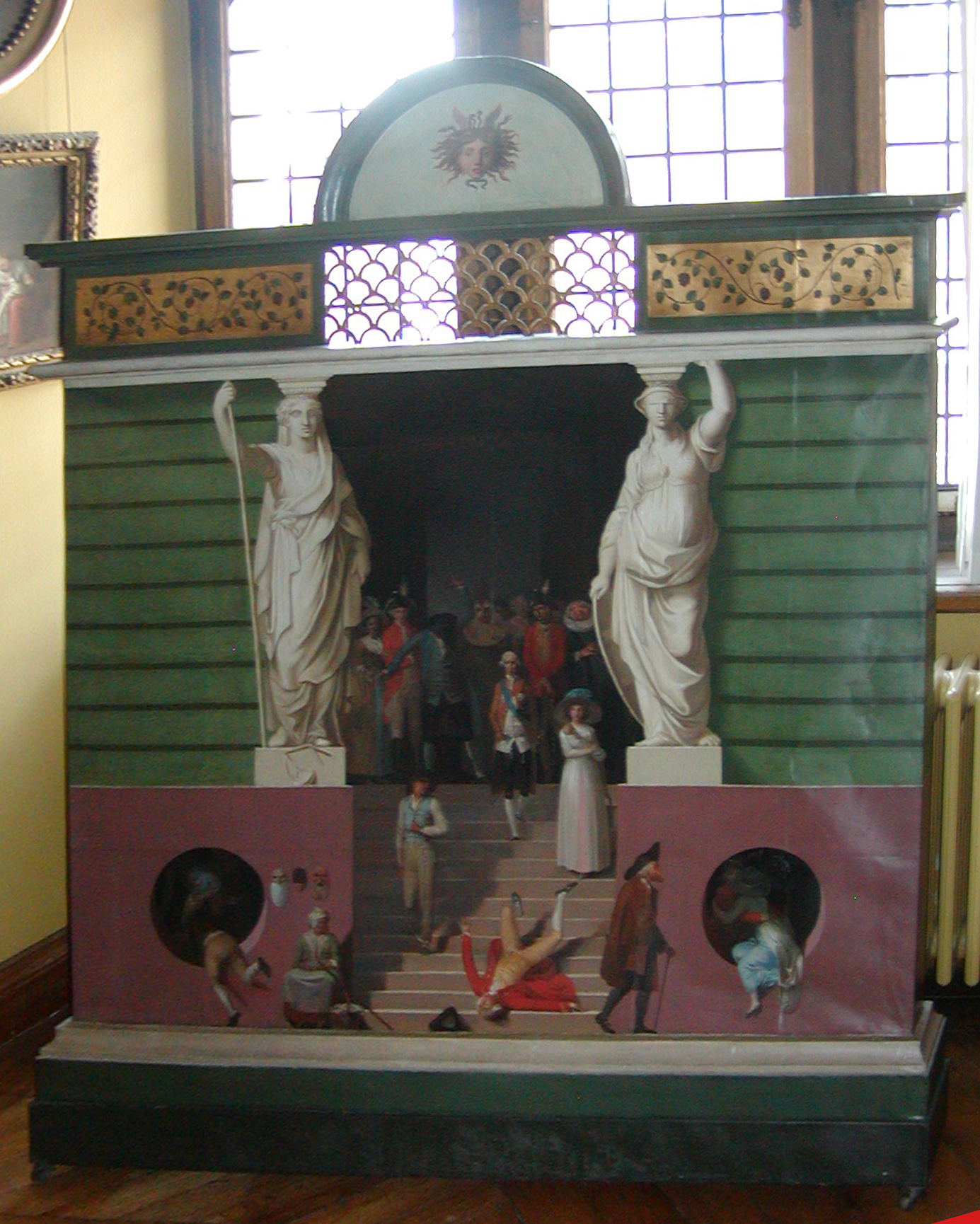
خزانة مطلية بأسلوب ترمبلوي بواسطة أبيلدجارد.

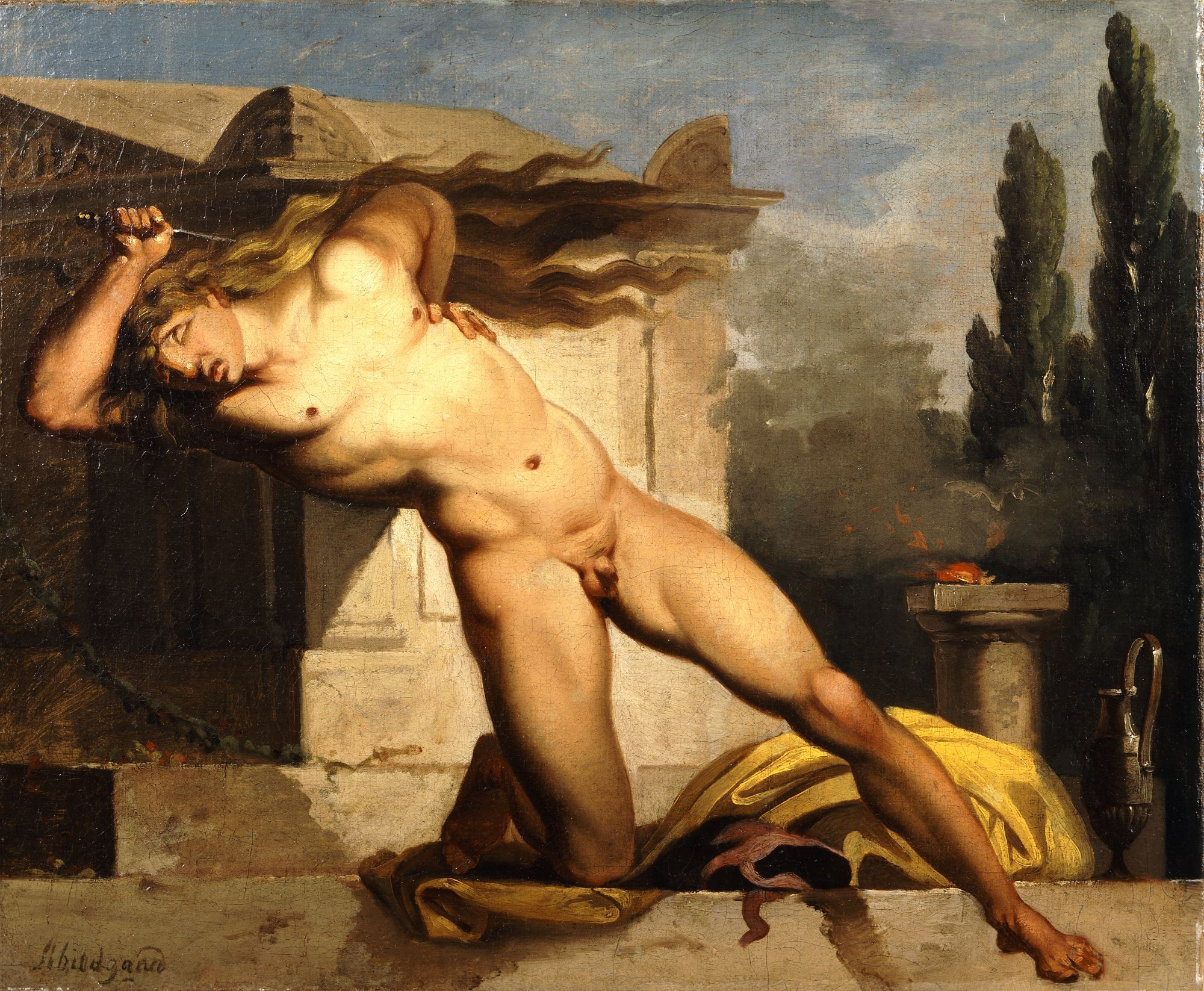
أدراستوس يذبح نفسه على قبر أتيس بريشة أبيلدجارد 1776

كرسام تاريخي ملكي، كلفت الحكومة الدنماركية أبيلدجارد في حوالي عام 1780 برسم قطع أثرية كبيرة، وهي تاريخ الدنمارك، لتزيين غرفة الفرسان بأكملها في قصر كريستيانسبورج الملكي. لقد كانت مهمة مرموقة ومربحة. جمعت اللوحات بين الصور التاريخية والعناصر الاستعارية والأسطورية التي تمجد الحكومة وتملقها. صورت قطع الباب، بشكل رمزي أربع فترات تاريخية في تاريخ أوروبا. استخدم أبيلدجارد الرموز التصويرية مثل الإيدوجرامات، لتوصيل الأفكار ونقل الرسائل من خلال الرموز إلى الجمهور. 
قام بمحاولة فاشلة ليتم انتخابه لمنصب مدير الأكاديمية في عام 1787 وانتخب بالإجماع لهذا المنصب بعد ذلك بعامين، وعمل كمدير خلال الفترة 1789 - 1791. اشتهر بكونه طاغية وأخذ أكبر عدد ممكن من مهام الأكاديمية الضخمة لنفسه.
كان أبيلدجارد معروفًا أيضًا بأنه مفكر ديني حر وداعية للإصلاح السياسي. على الرغم من خدمته (وفي أعماله الفنية تمجيد) الحكومة، إلا أنه لم يكن مؤيدًا كبيرًا للنظام الملكي أو لكنيسة الدولة. أيد تحرير المزارعين وشارك في جمع الأموال لبناء لنصب الحرية في عام 1792. ساهم في تصميم النصب التذكاري، بالإضافة إلى اثنين من النقوش البارزة في قاعدته. وقع في خلافات في نهاية القرن الثامن عشر بسبب تصريحاته المثيرة للجدل ورسوماته الساخرة. كان مستوحى من الثورة الفرنسية، وفي 1789-1790 حاول دمج هذه المثل الثورية في غرفة الفرسان في قصر كريستيانسبورج الملكي. ومع ذلك، رفض الملك هذه الفكرة.

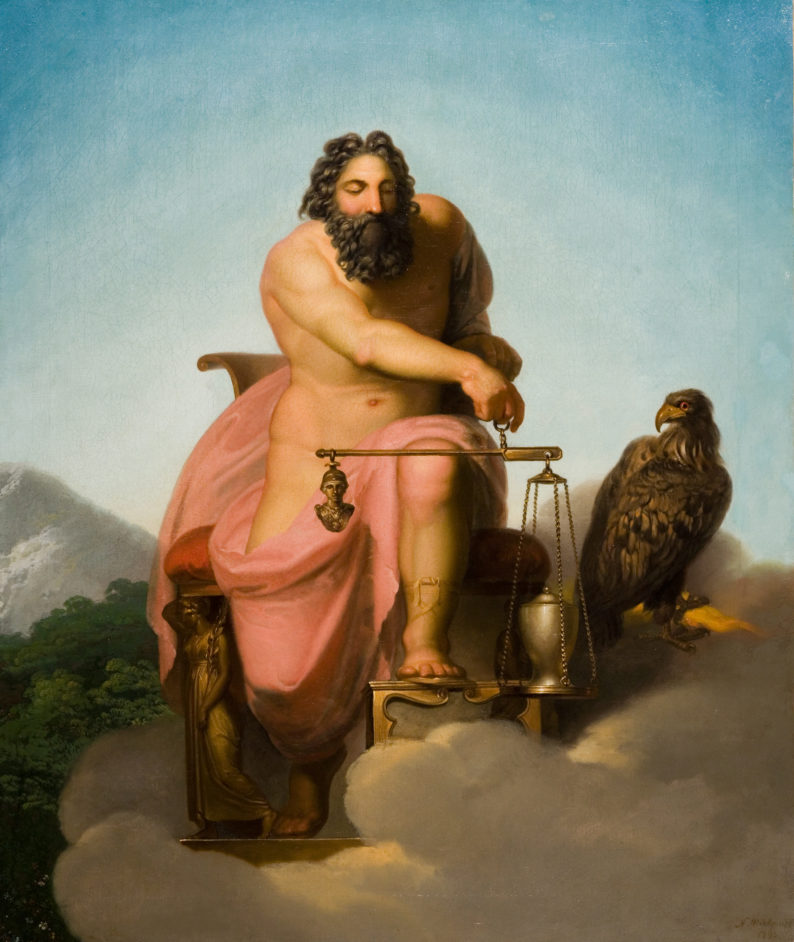
جوبيتر يزن مصير البشرية بريشة أبيلدجارد 1793

وبلغت مواجهاته مع المؤسسة ذروتها في عام 1794 ، عندما عُرضت لوحته المجازية «جوبيتر يزن مصير البشرية» في الصالون. تم عزله سياسياً وعزله من الواجهة العامة من قبل الرقباء. كان للحريق في قصر كريستيانسبورج الملكي، في فبراير 1794 ، تأثير مخفف أيضًا على حياته المهنية، حيث تم تدمير سبع من اللوحات الضخمة العشر لمشروعه الضخم في ذلك الحادث. توقف بعد ذلك الحادث المشروع وكذلك أرباحه. 

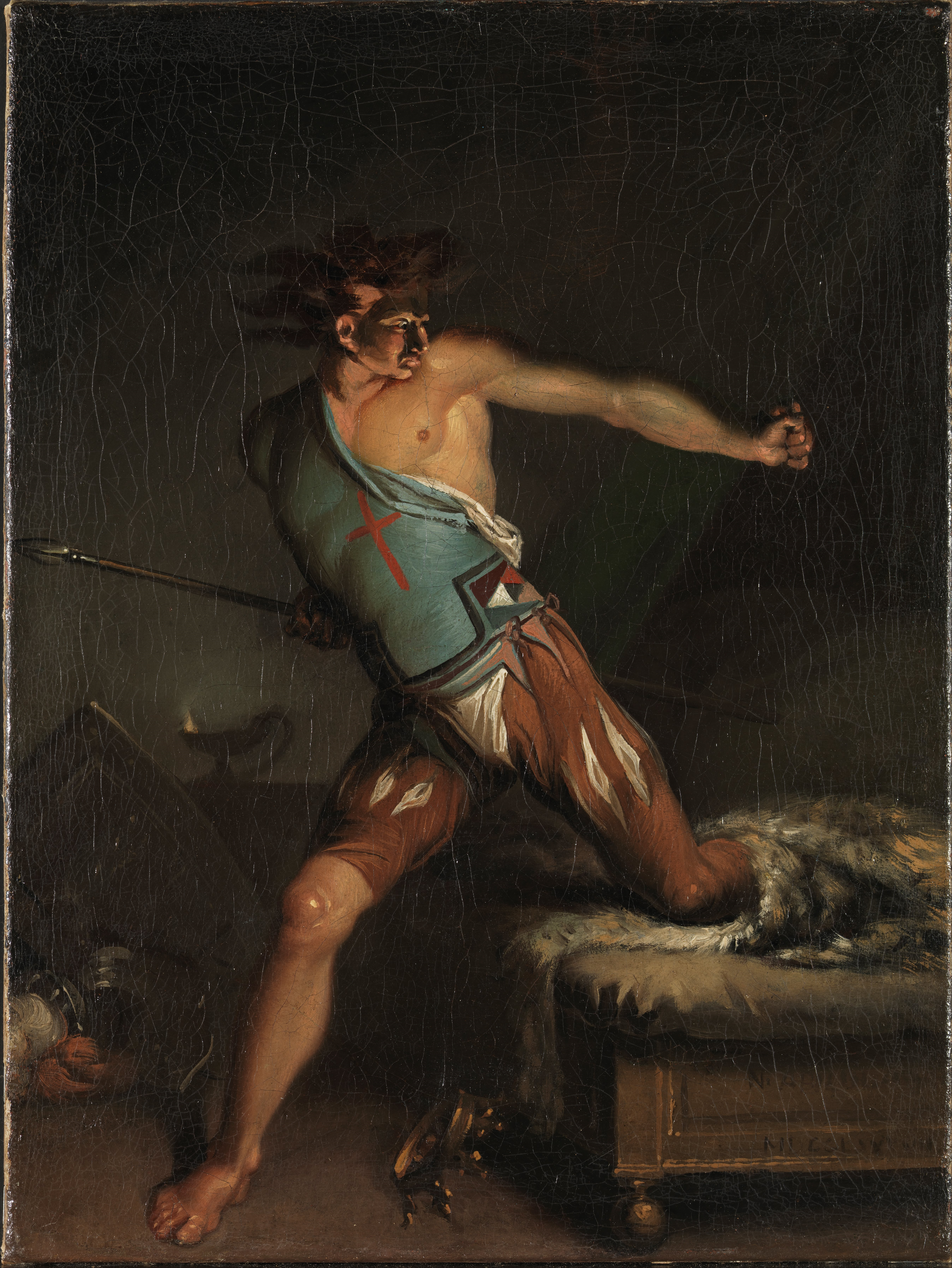
ريتشارد الثالث يهرب من كابوس بريشة أبيلدجارد 1787

ومع ذلك، بعد حادث الحريق المدمر، بدأ في الحصول على مهام ديكور وحصل أيضًا على فرصة لممارسة العمل كمهندس معماري. قام بتزيين قصر أمالينبورج (1794-1798)، الذي احتل مؤخرًا منزل الملك كريستيان السابع للأخ غير الشقيق للدنمارك فريدريك. قاد ربيبه بيرتل ثورفالدسن جهود النحت. كما خطط لإعادة بناء أبيلدجارد قصر كريستيانسبورج الملكي، لكنه لم يستطع الحصول على المهمة.
في بداية القرن التاسع عشر، استعاد اهتمامه بالرسم عندما رسم أربعة مشاهد من كوميديا ترنتيوس.
في عام 1804 حصل على عمولة لسلسلة من اللوحات لقاعة العرش في القصر الجديد، لكن الخلافات بين الفنان وولي العهد أوقفت هذا المشروع. ومع ذلك، استمر في تزويد المحكمة بتصميمات للأثاث وديكورات الغرف.
تم اختياره مرة أخرى للعمل كمدير للأكاديمية من عام 1801 حتى وفاته.

## الحياة الشخصية

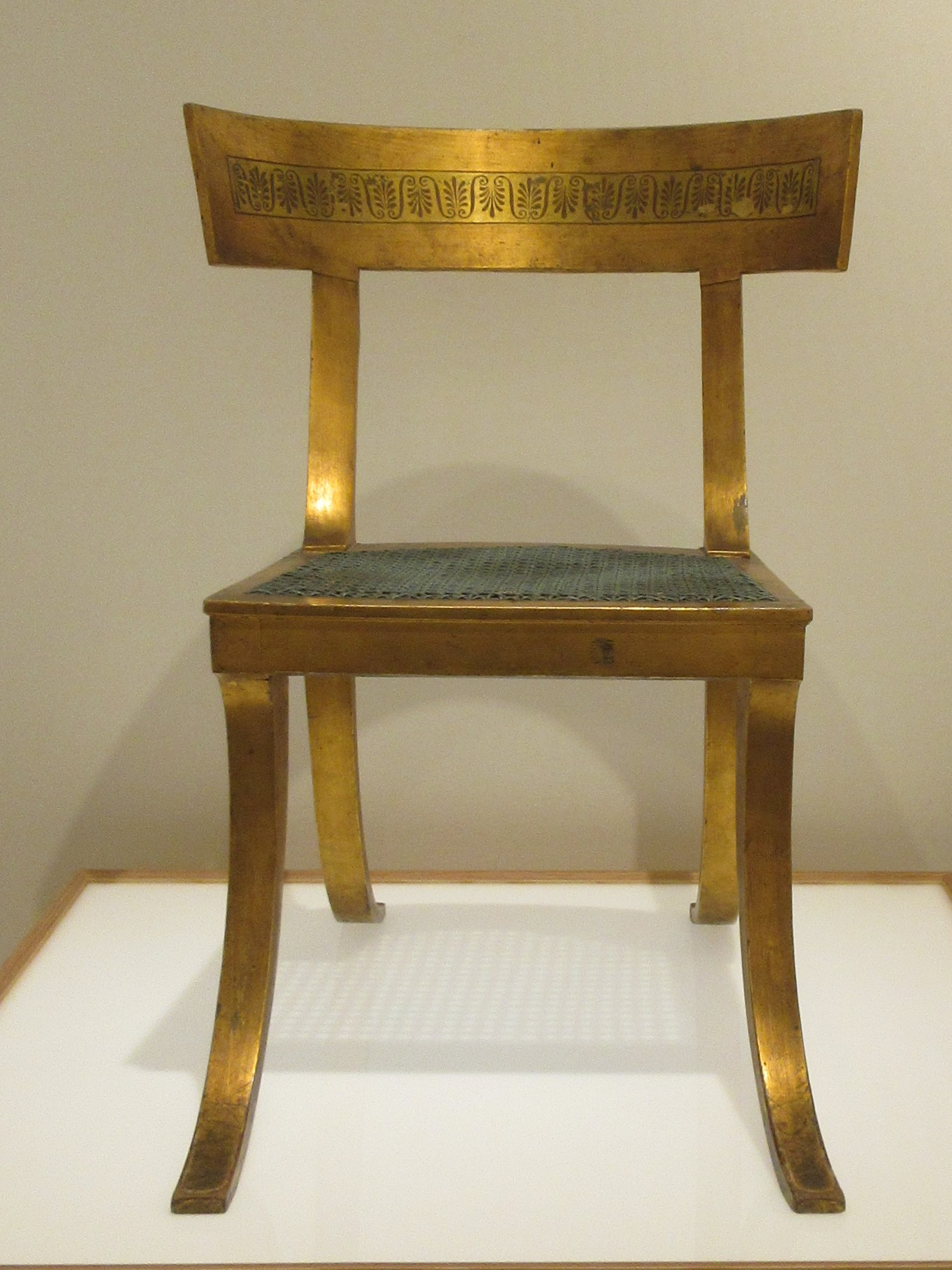
كرسي كليسموس (نوع من الكراسي اليونانية القديمة ، مع مسند ظهر منحني وأرجل متدرجة.) من تصميم أبيلدجارد 1790

تزوج أبيلدجارد من آنا ماريا أوكسهولم عام 1781. كان زواجه الثاني عام 1803 من جوليان ماري أوتيسن. وله ولدان وبنت. وتوفي في عام 1809. ودُفن نيكولاي أبراهام أبيلدجارد في مقبرة أسيستنس في كوبنهاغن. 

### الأرث
على الرغم من أن نيكولاي أبيلدجارد اكتسب شهرة كبيرة في جيله وساعد في قيادة الطريق إلى فترة الفن المعروفة باسم العصر الذهبي للرسم الدنماركي، إلا أن أعماله نادراً ما تُعرف خارج الدنمارك. كان أسلوبه كلاسيكيًا، وإن كان ذا اتجاه رومانسي. وفقًا لـ موسوعة بريتانيكا الحادية عشرة، «كان مُنظِّرًا باردًا، لم يكن يستوحى من الطبيعة بل من الفن. كان لديه إحساس قوي بالألوان. كرسام تقني، حقق نجاحًا ملحوظًا، حيث كانت لهجته متناغمة للغاية، ولكن نادراً ما يكون التأثير على عين أجنبي مثيرًا للاهتمام.» تم تحويل صورة له رسمها جينس جويل إلى ميدالية بواسطة صديقه يوهان توبياس سيرغل. ونحت أوجست فيلهلم سابي تمثالًا له في عام 1868 ، بناءً على صور معاصرة.

## معرض الصور

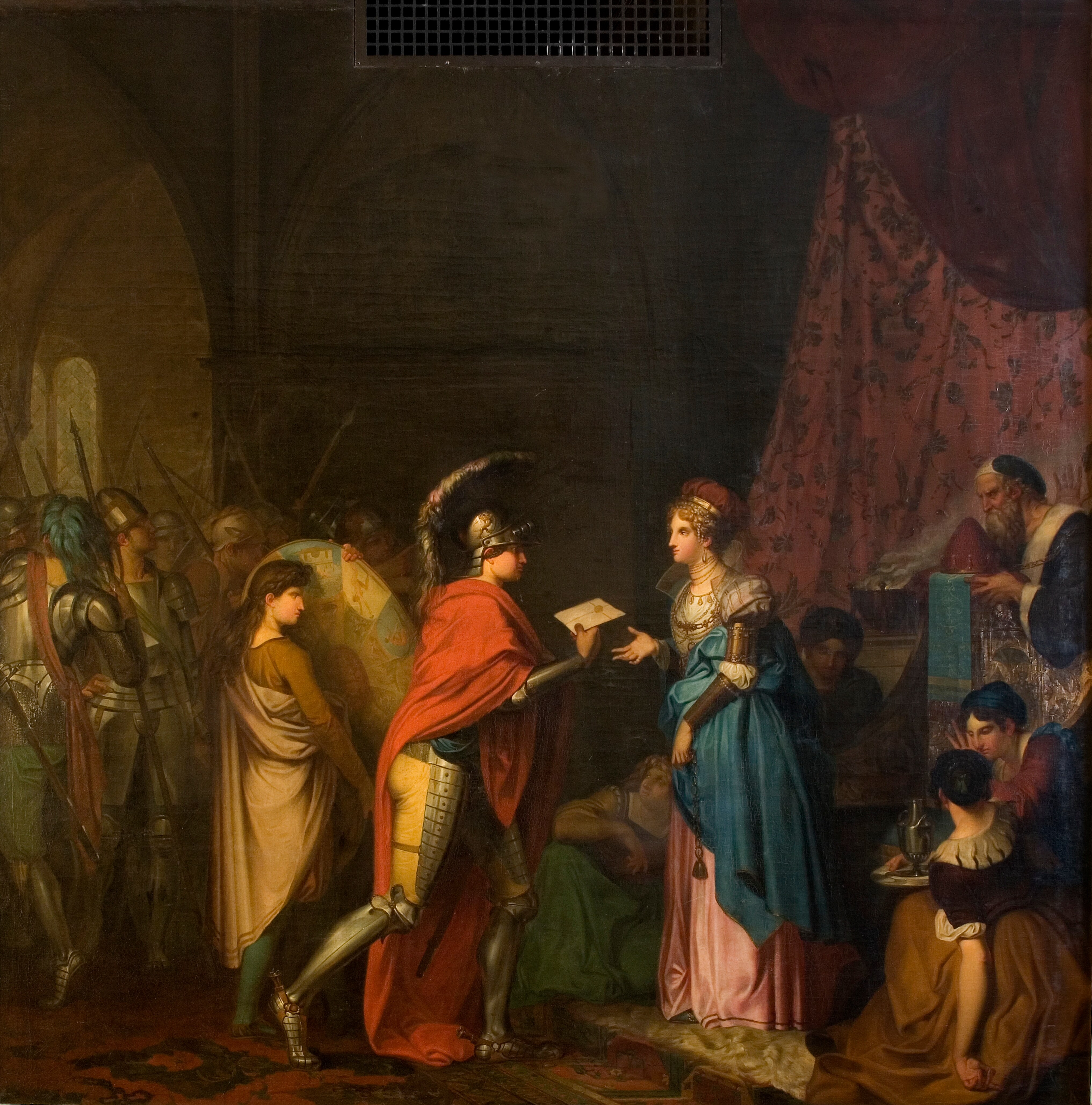
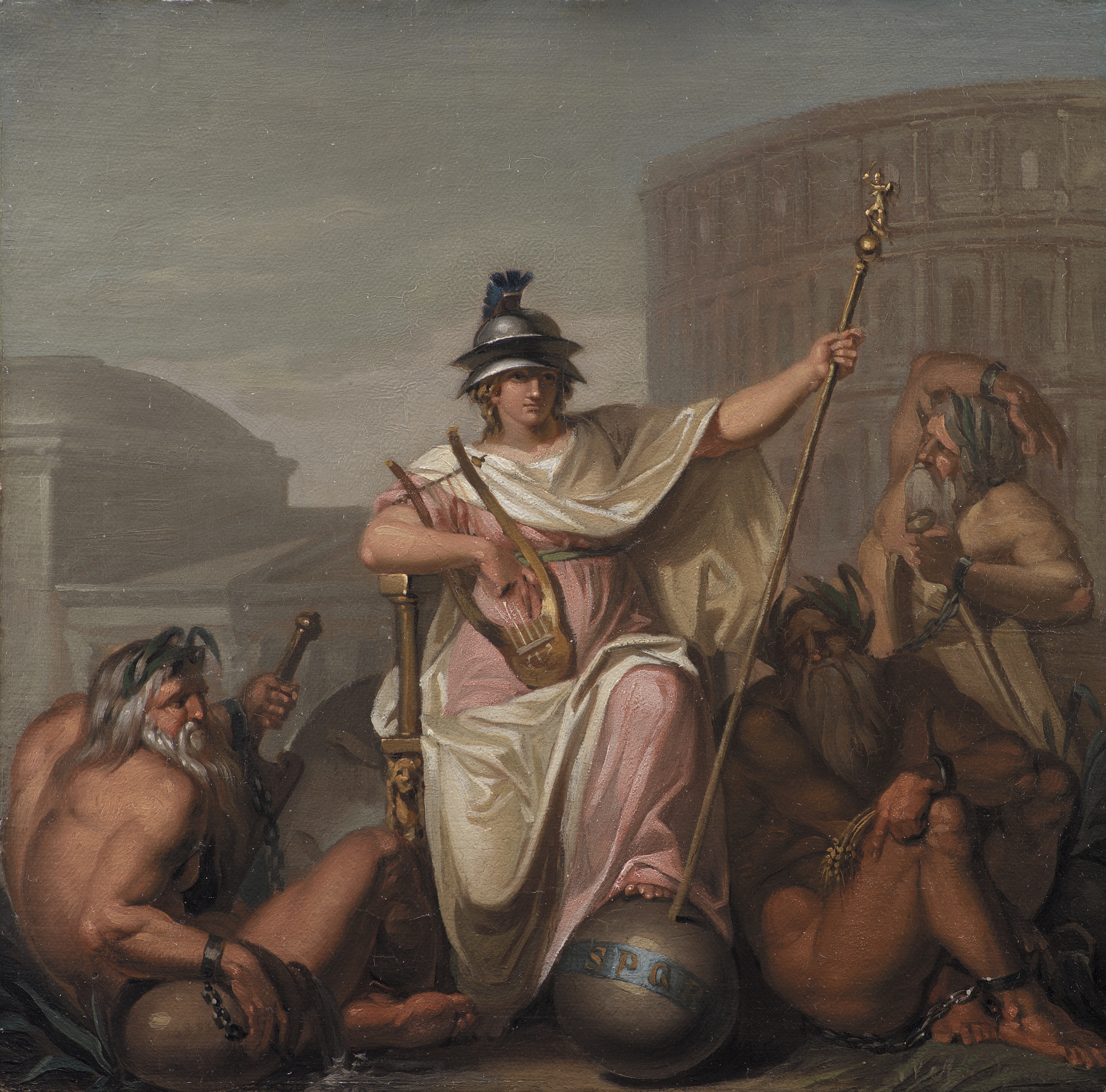
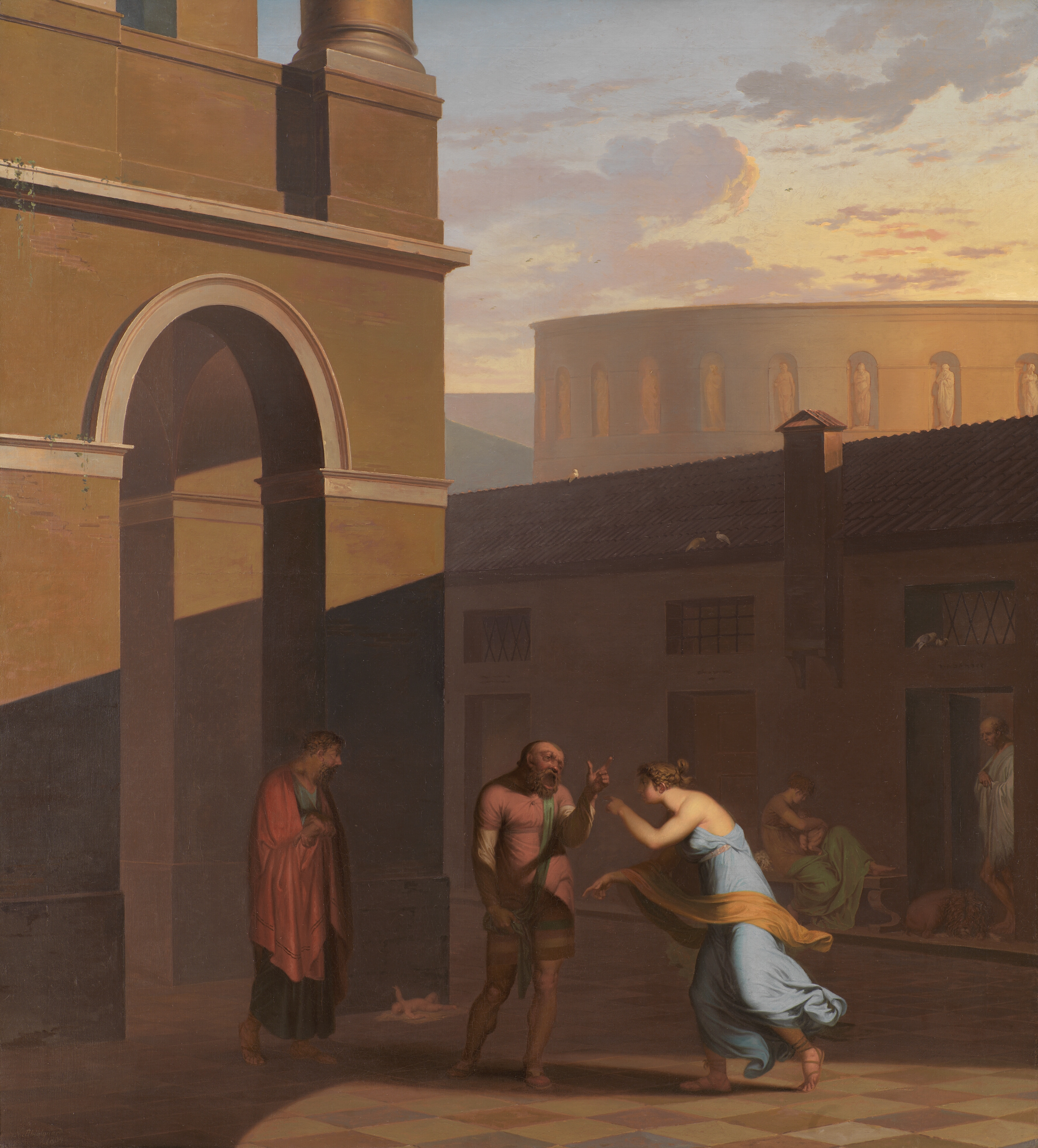
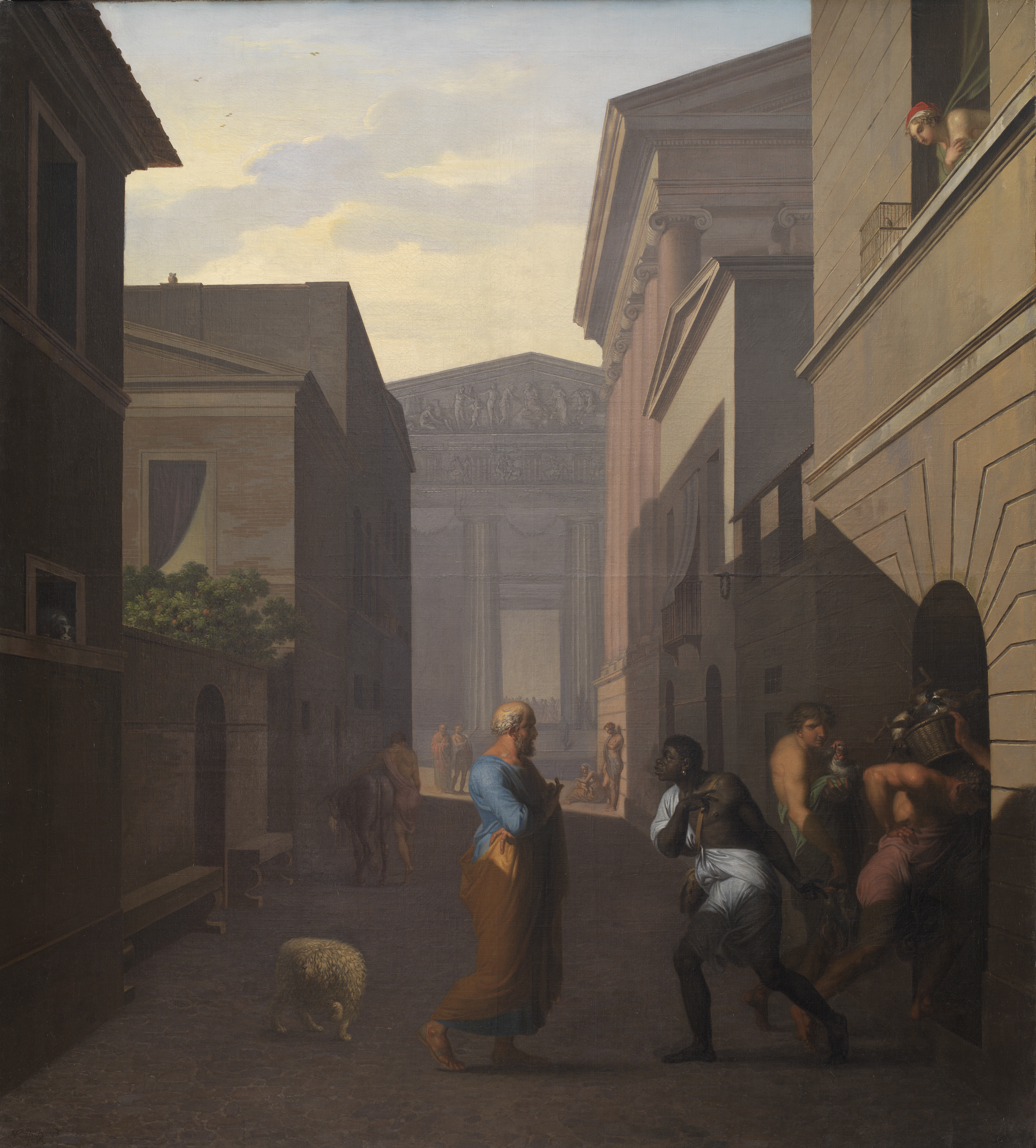
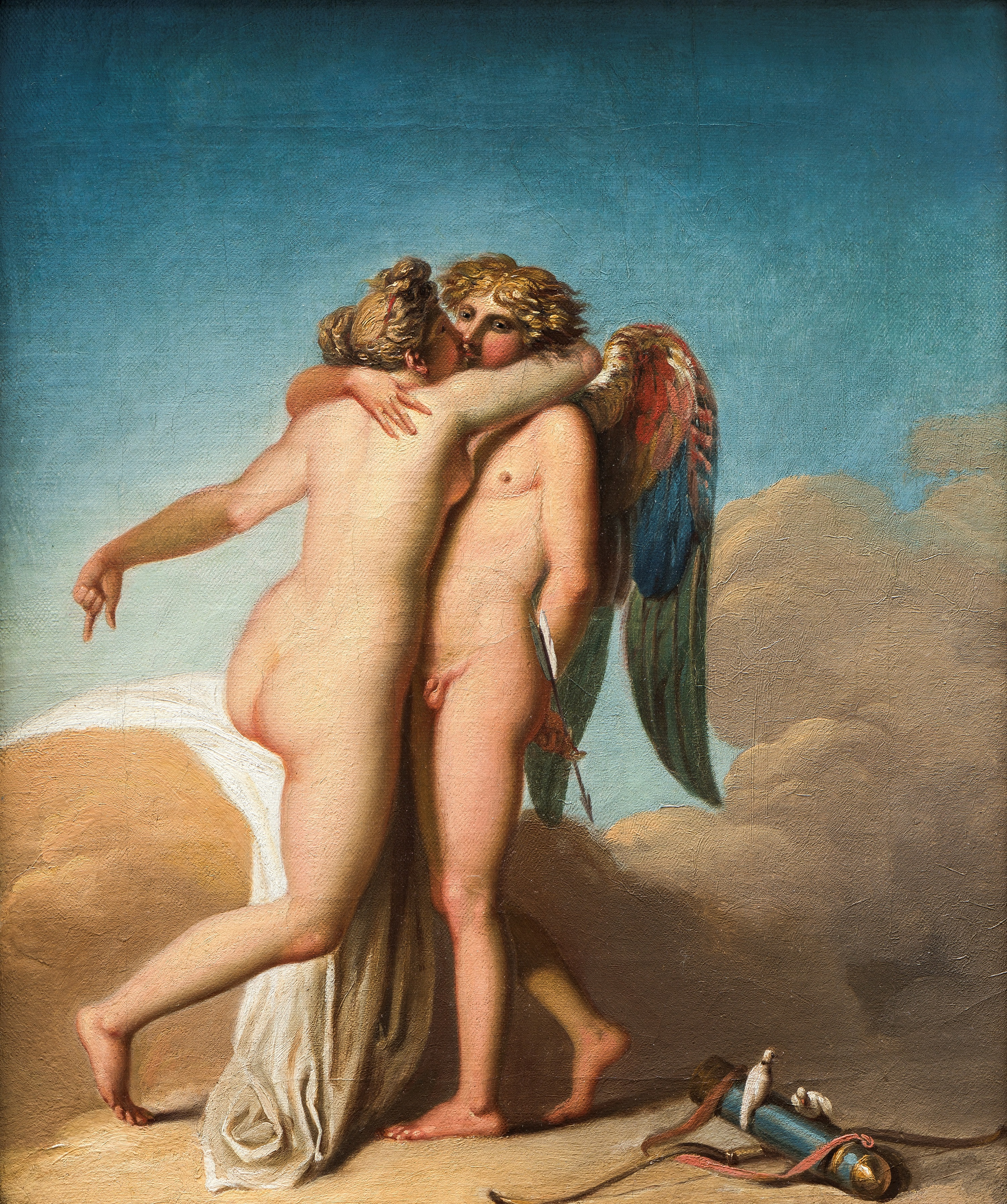
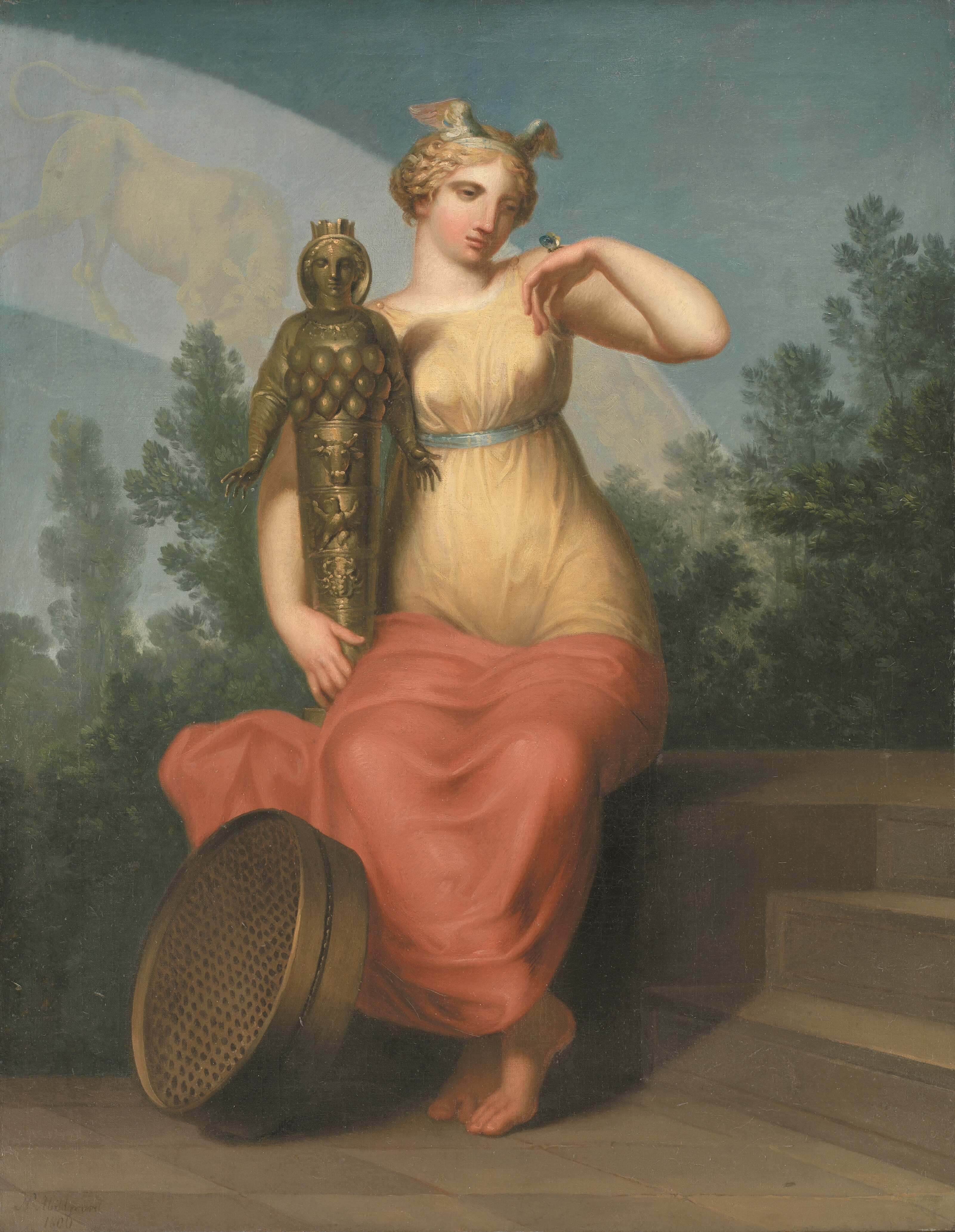
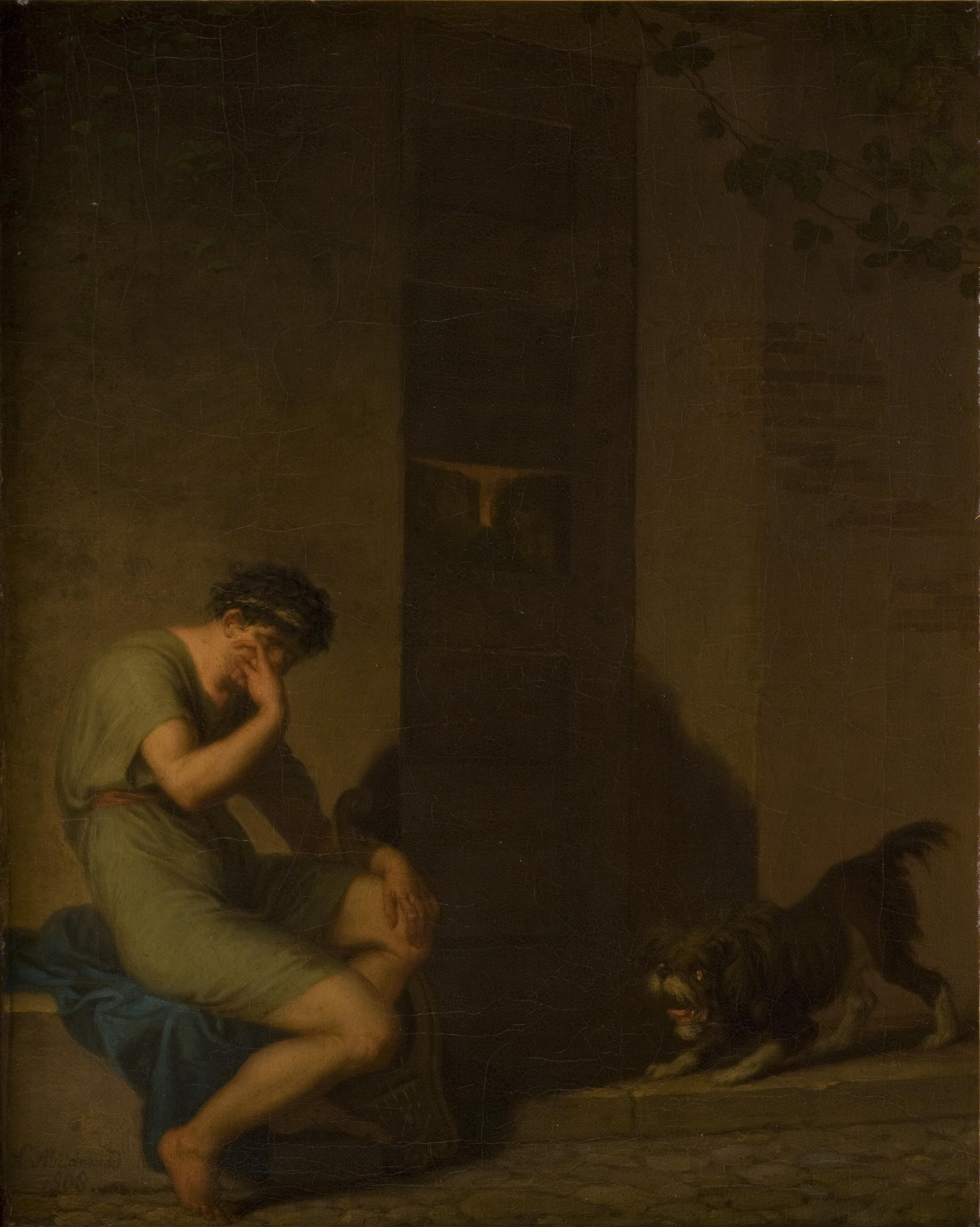
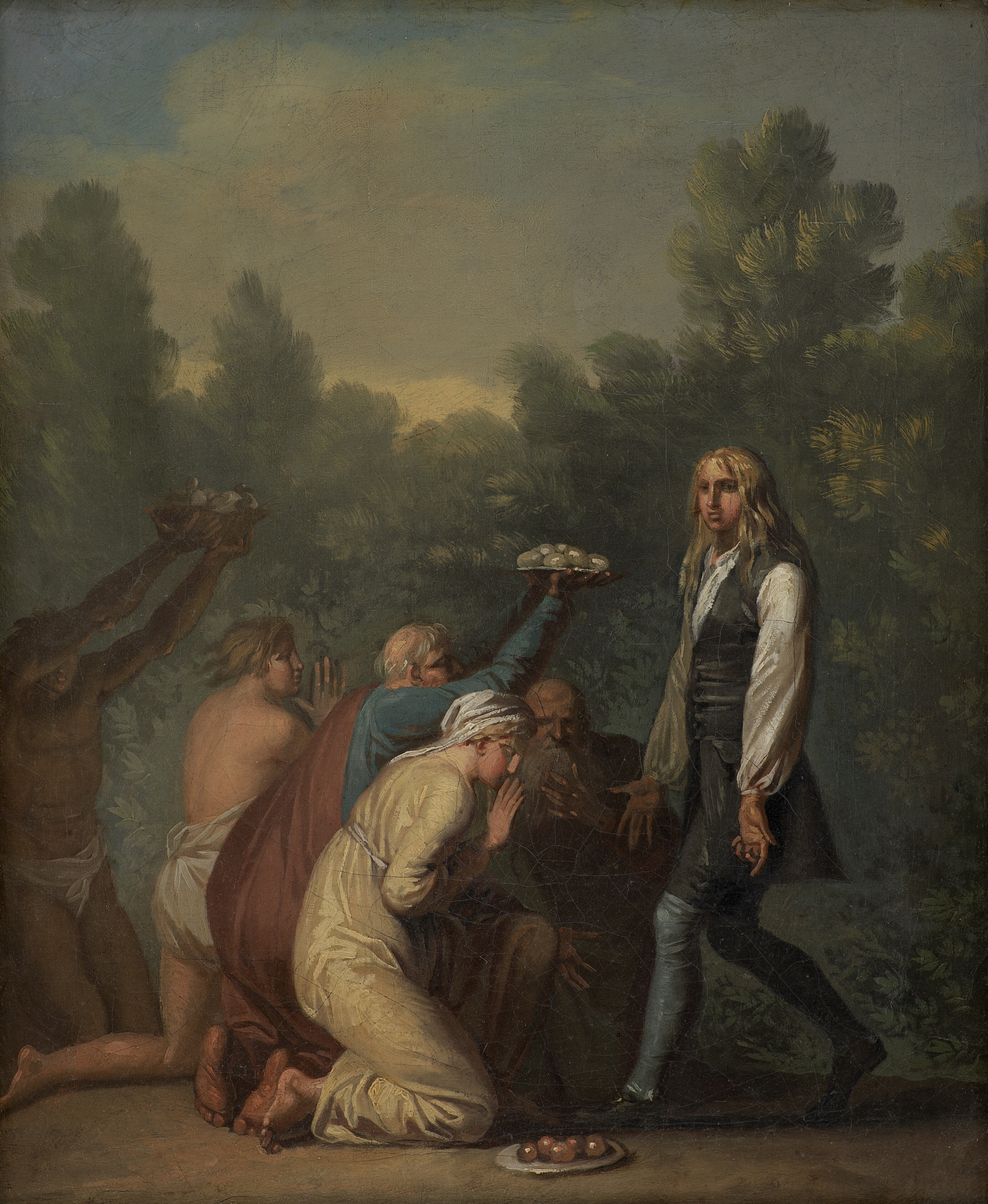
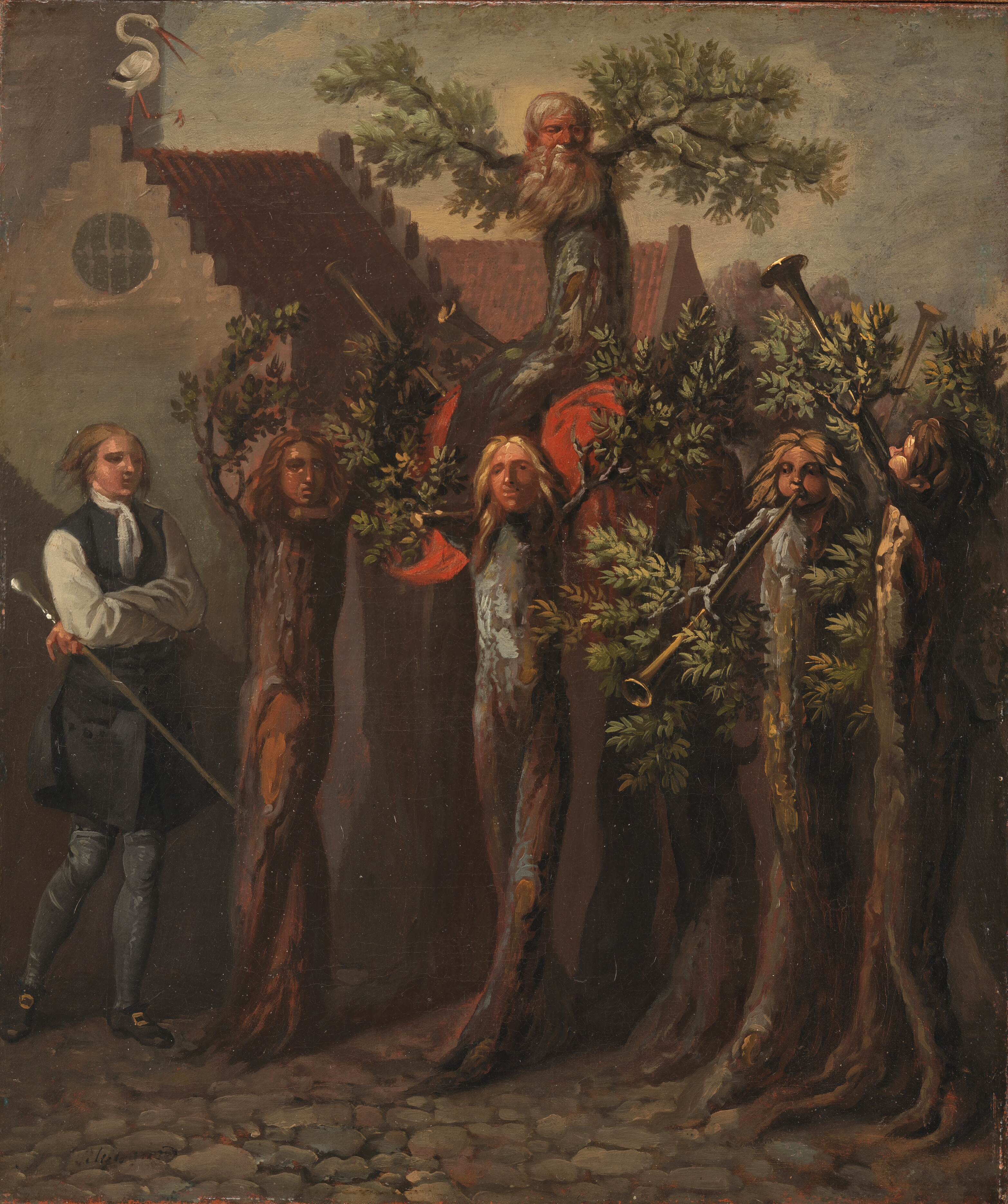
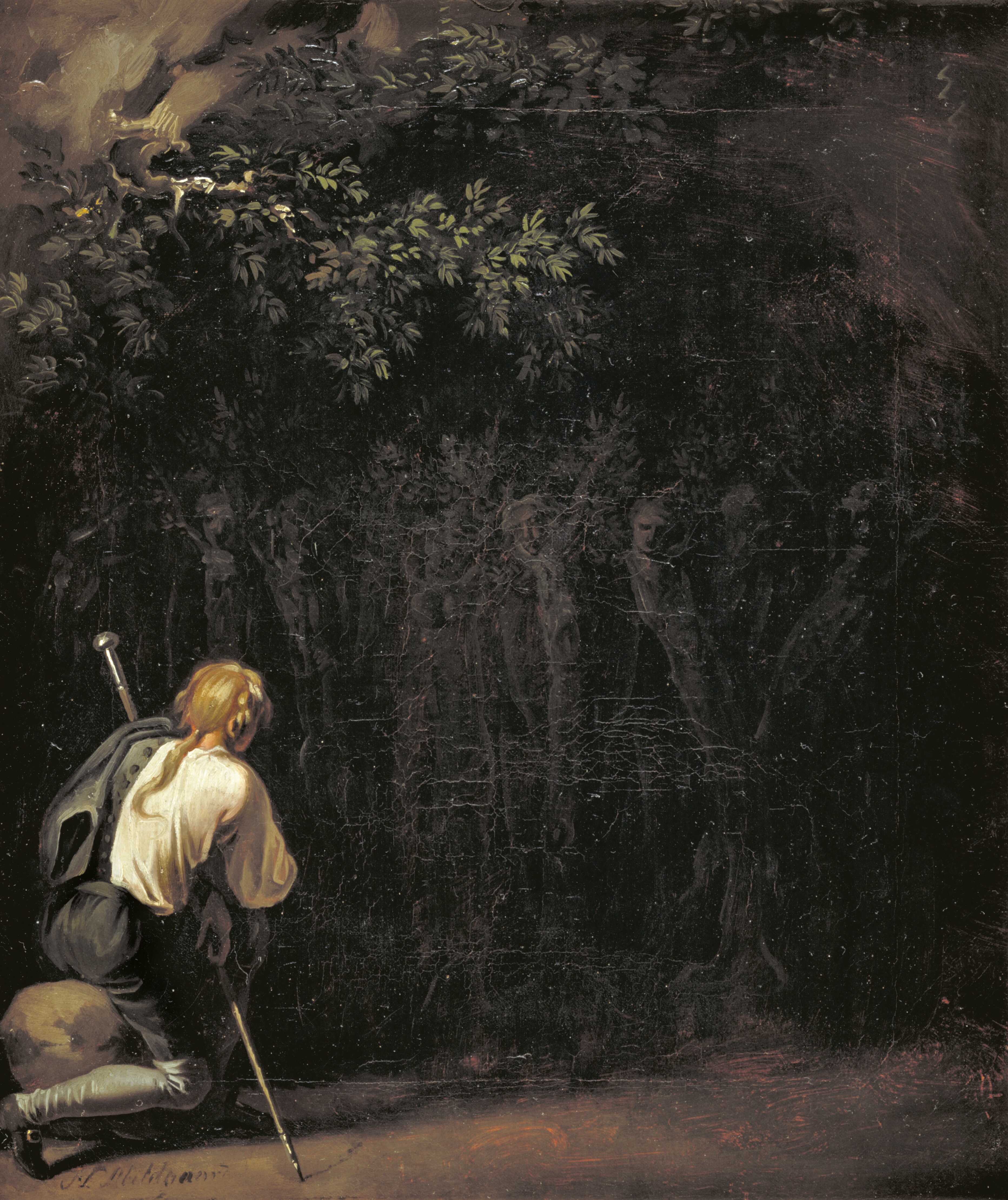
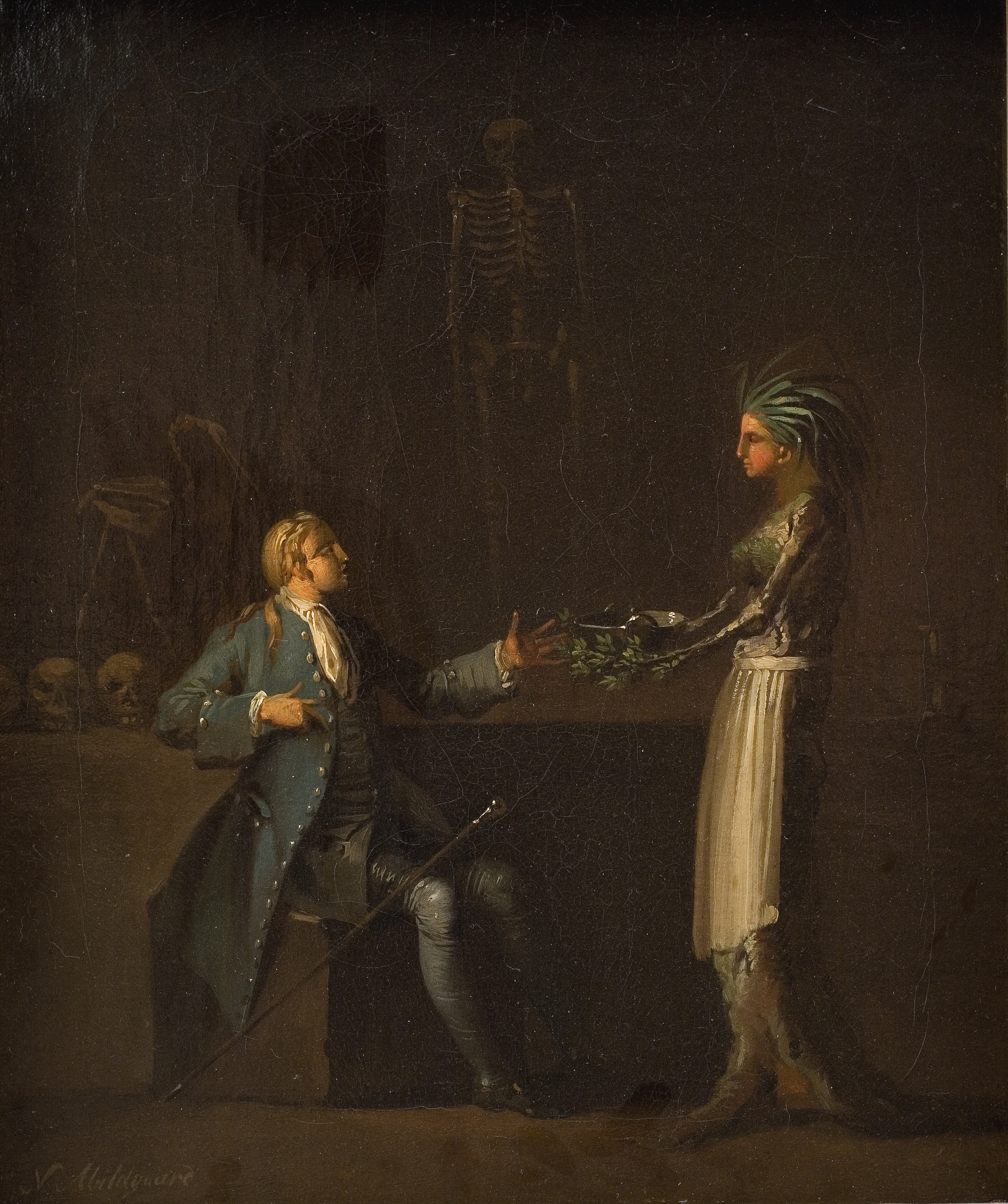
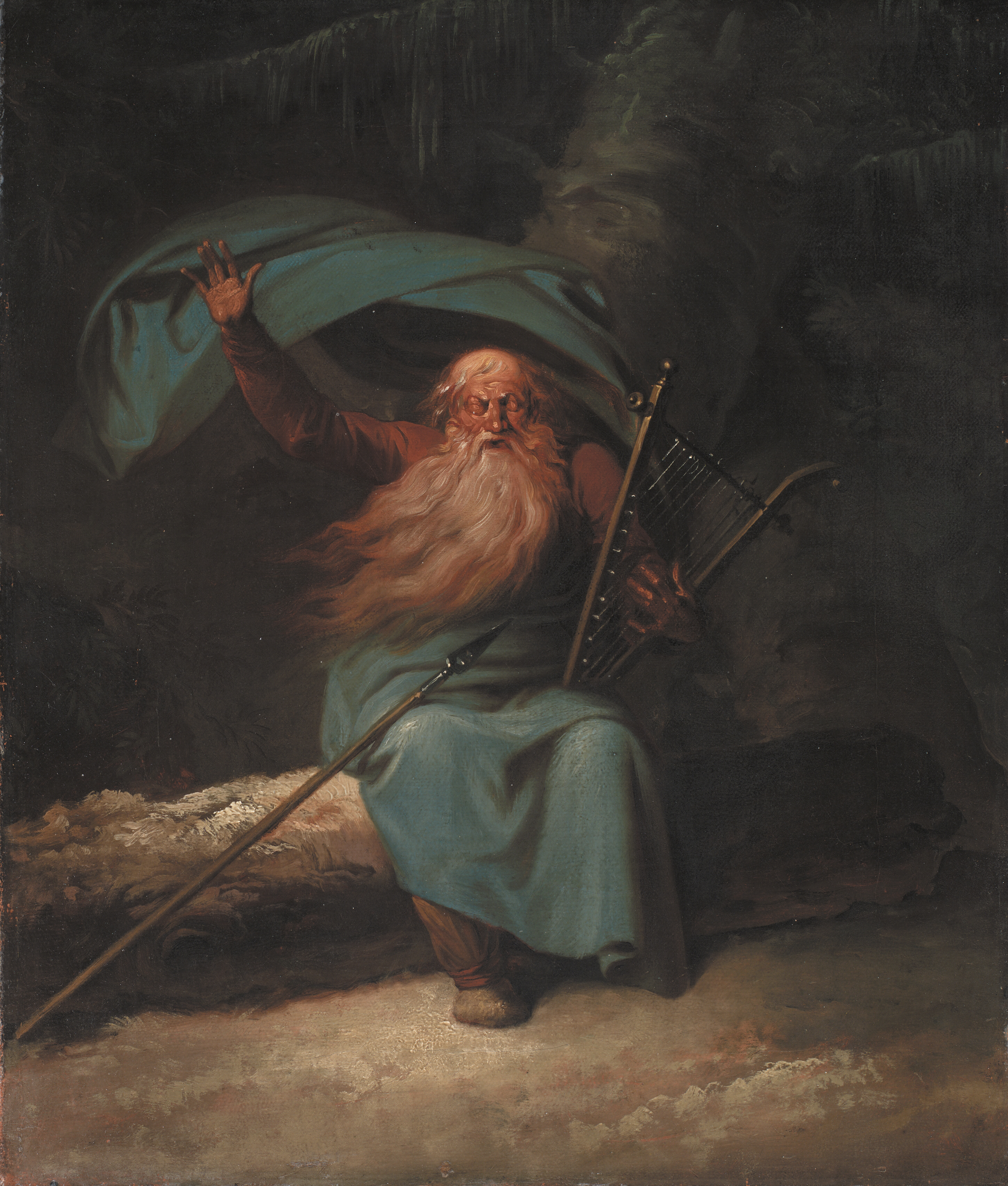
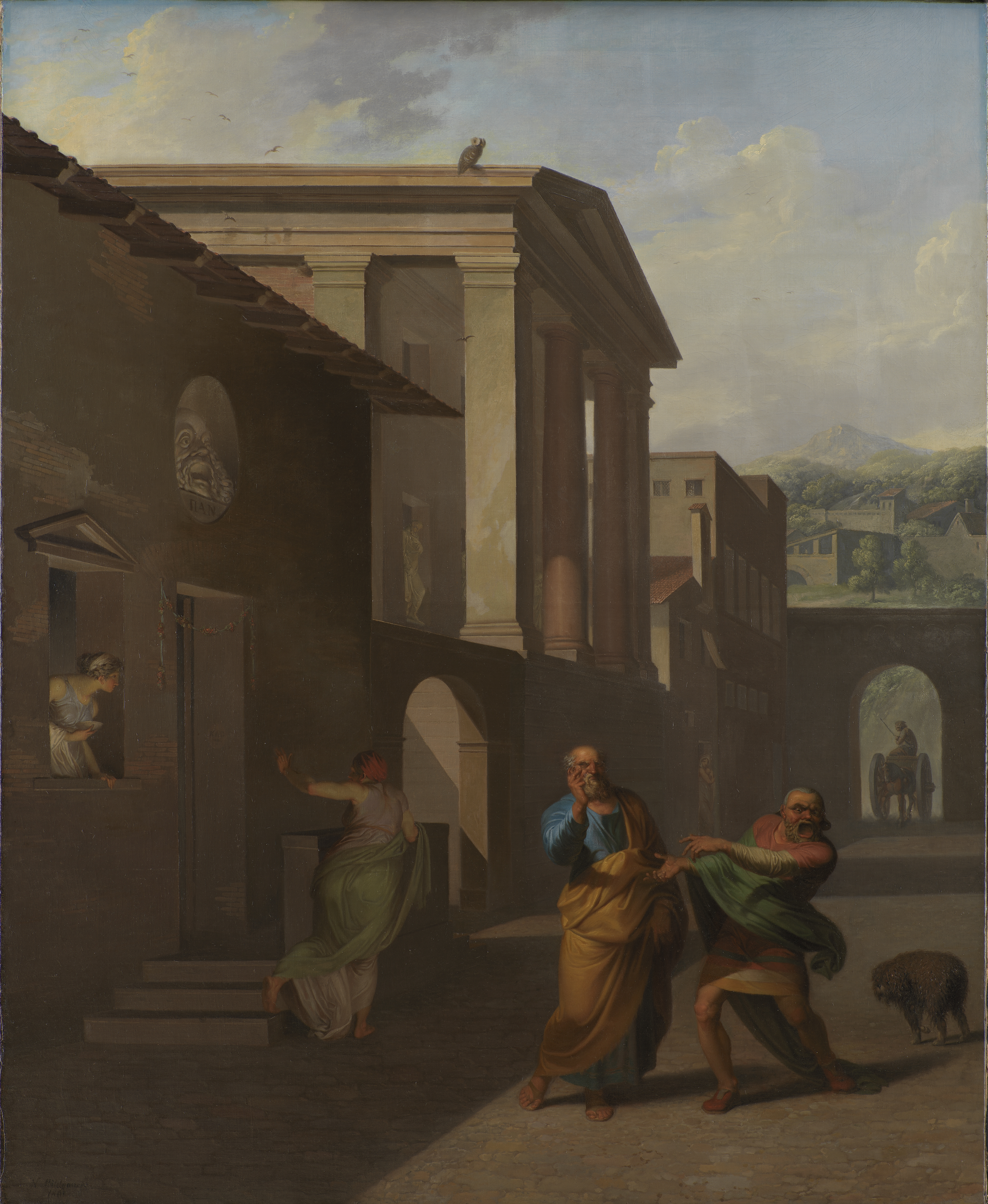
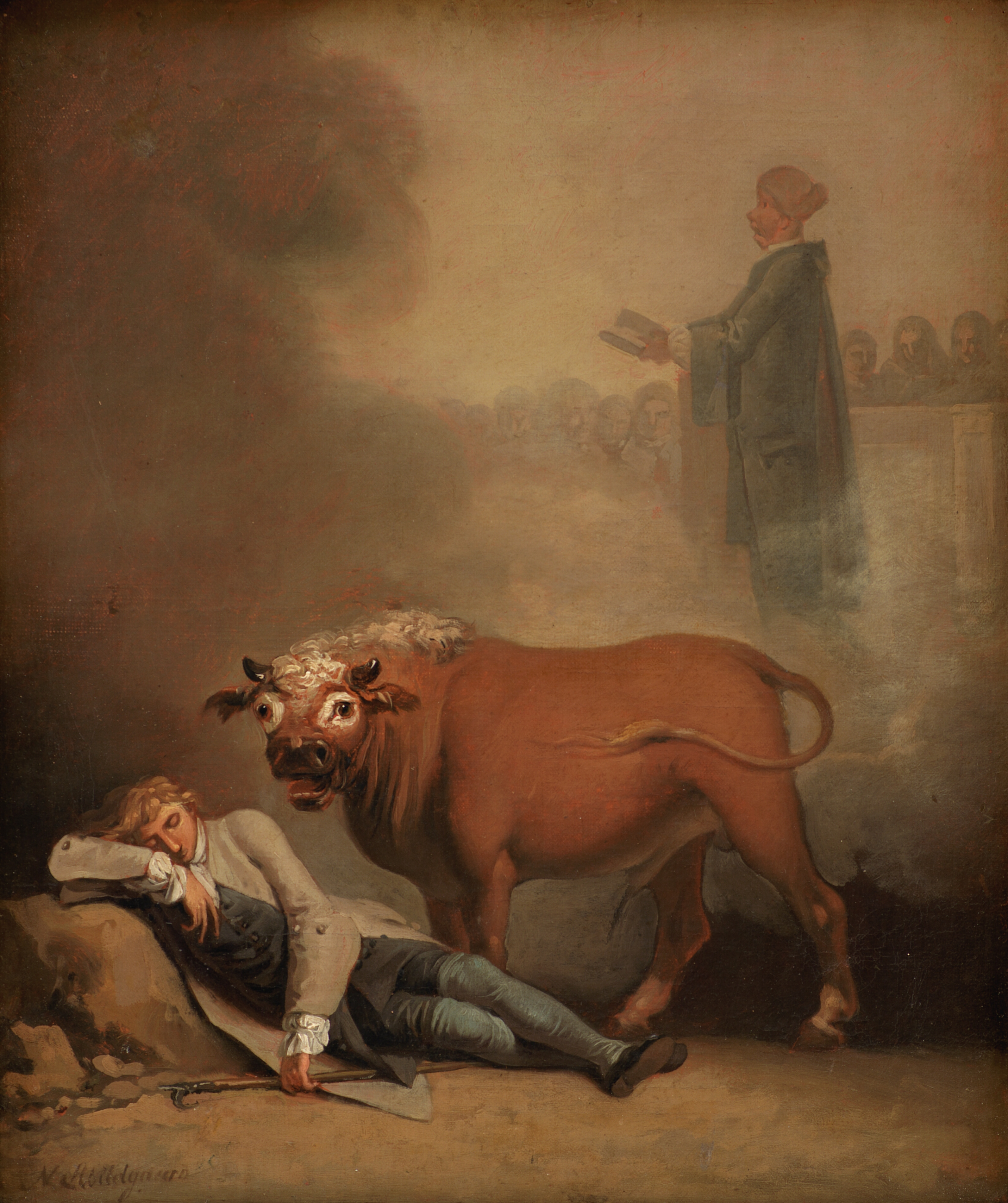
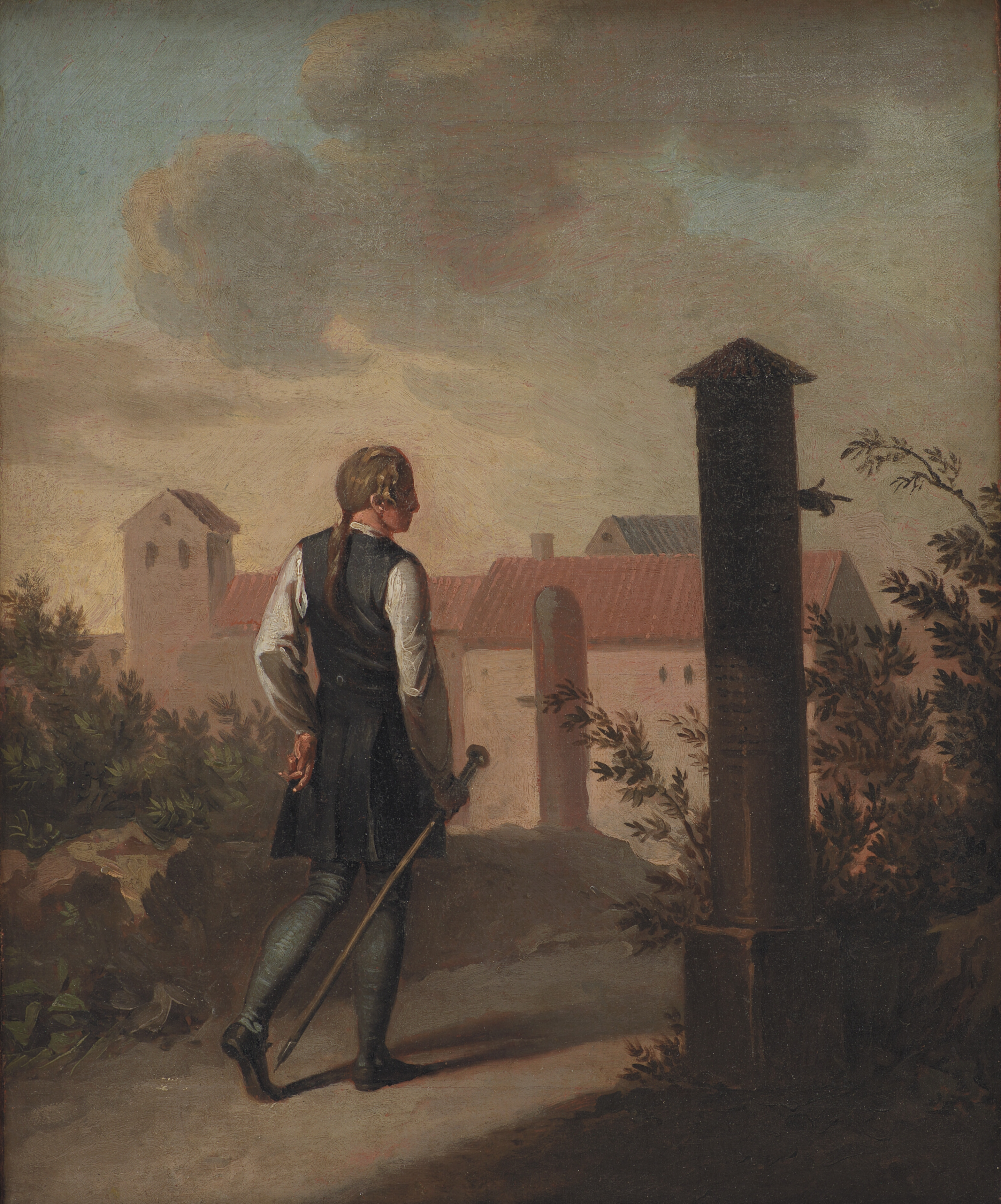
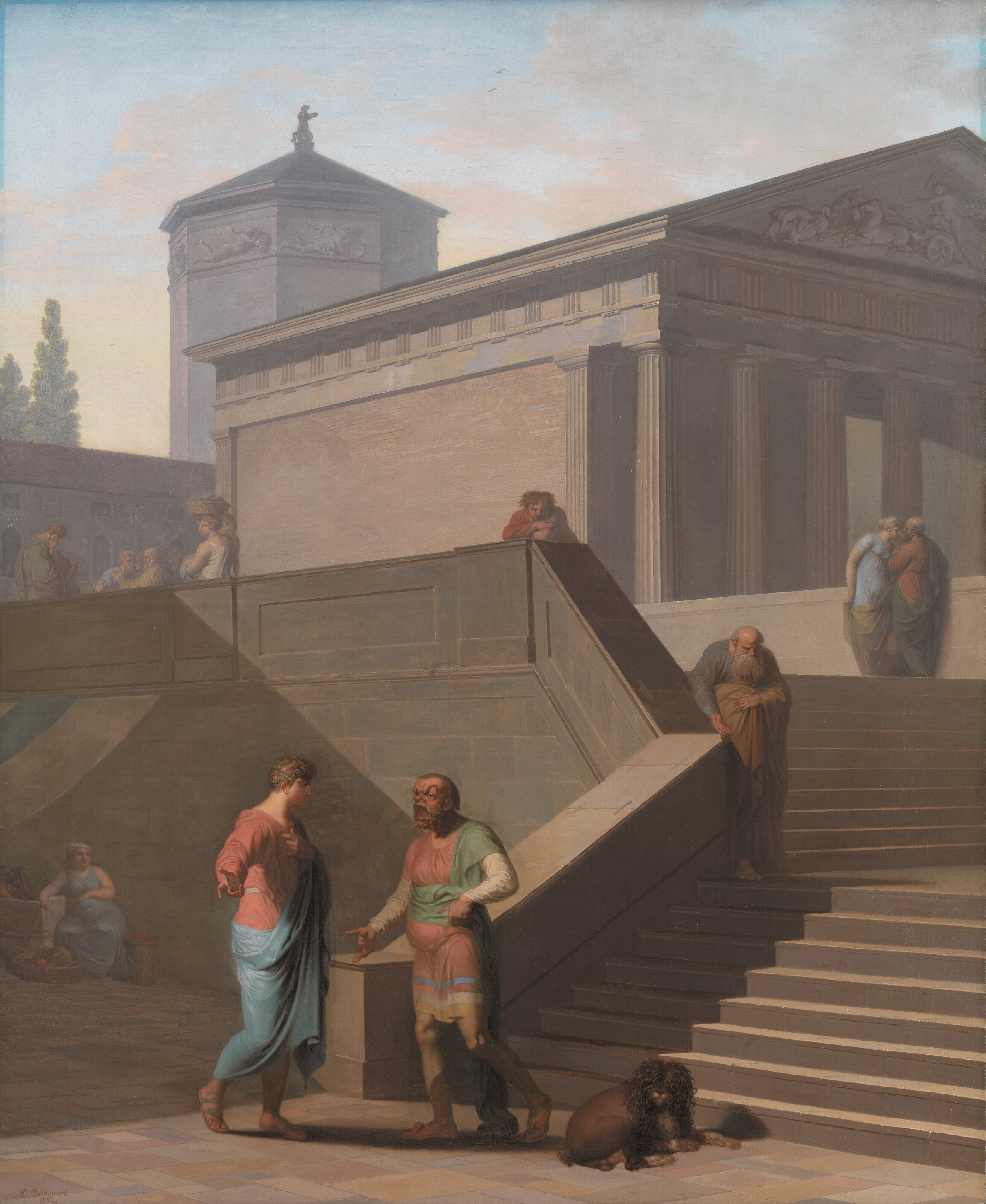
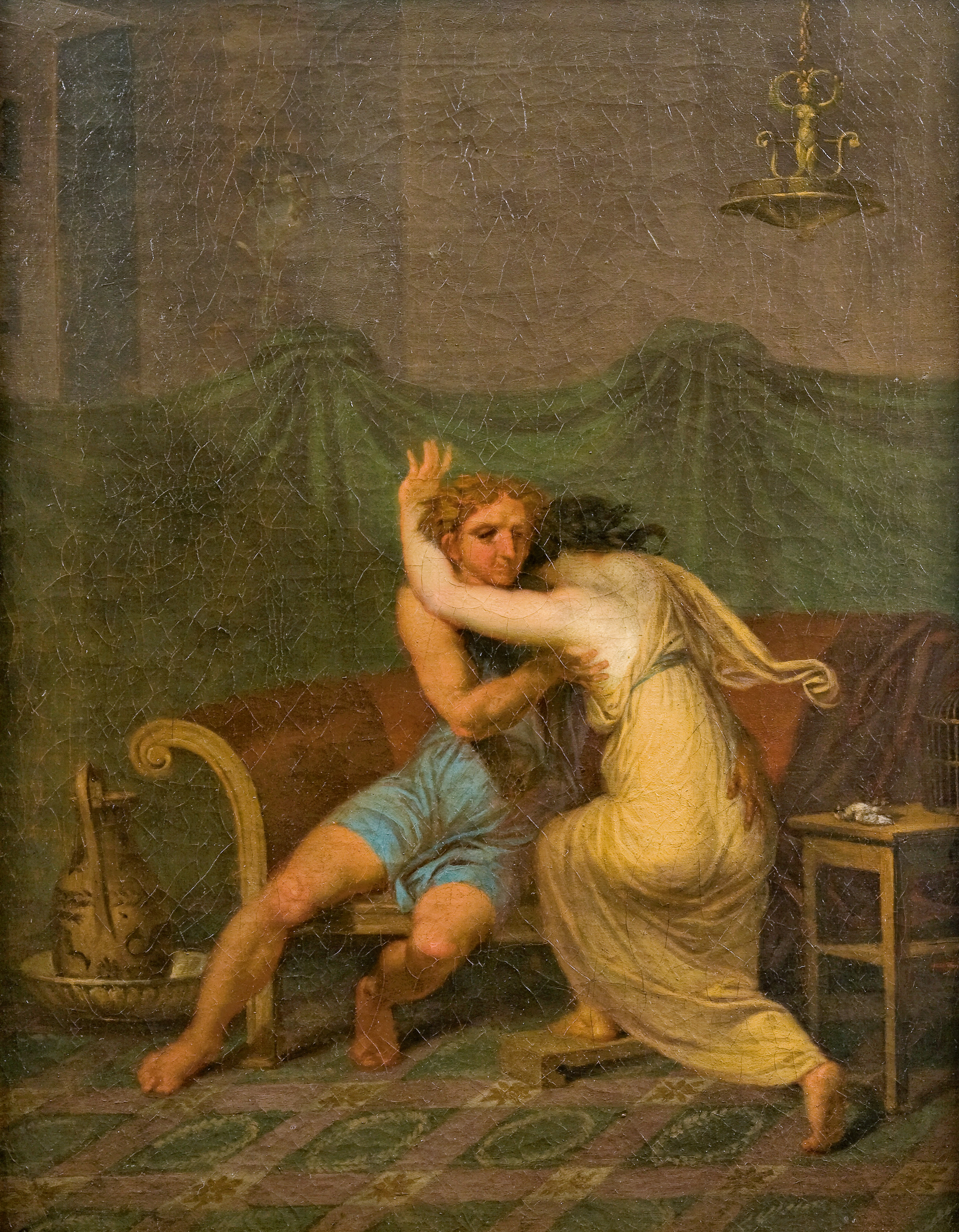
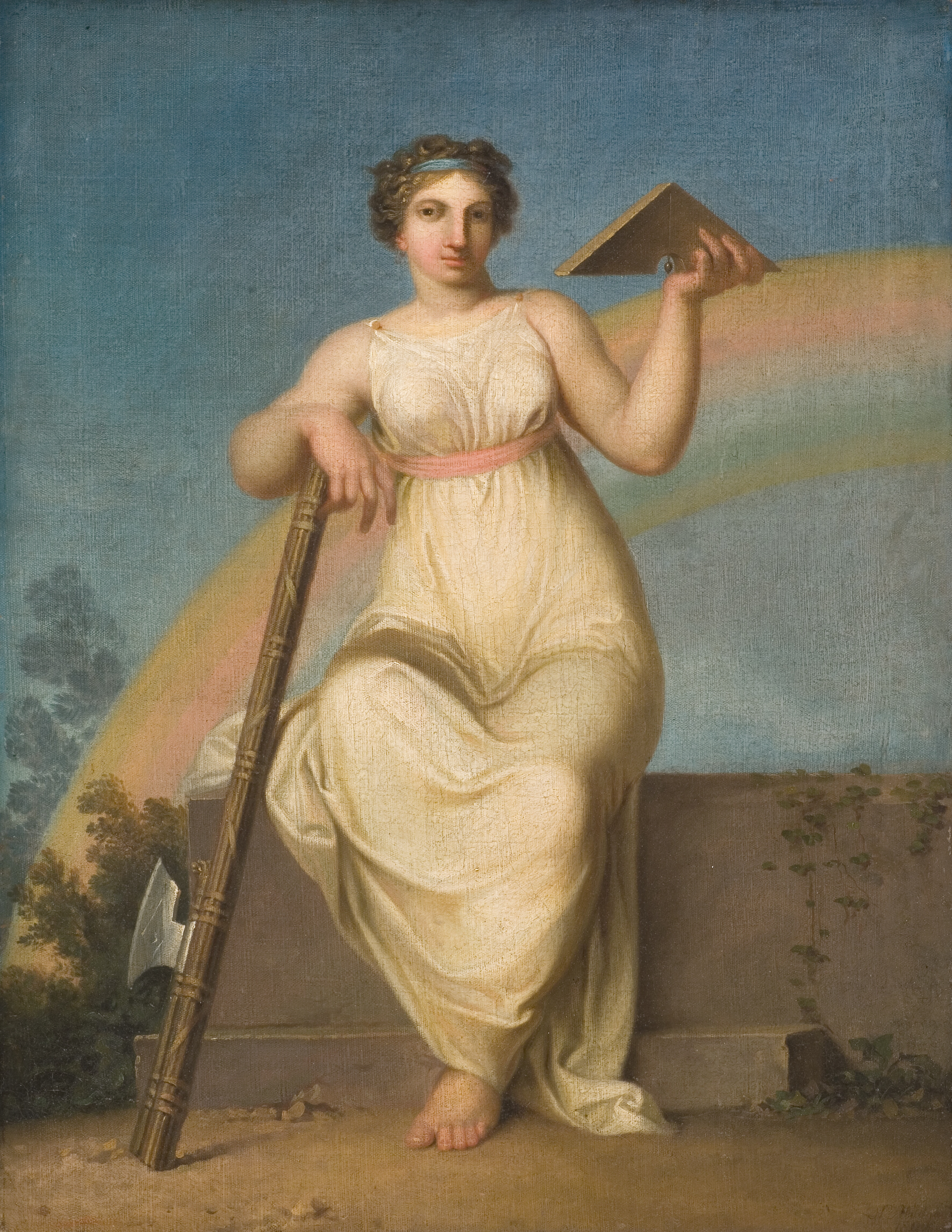
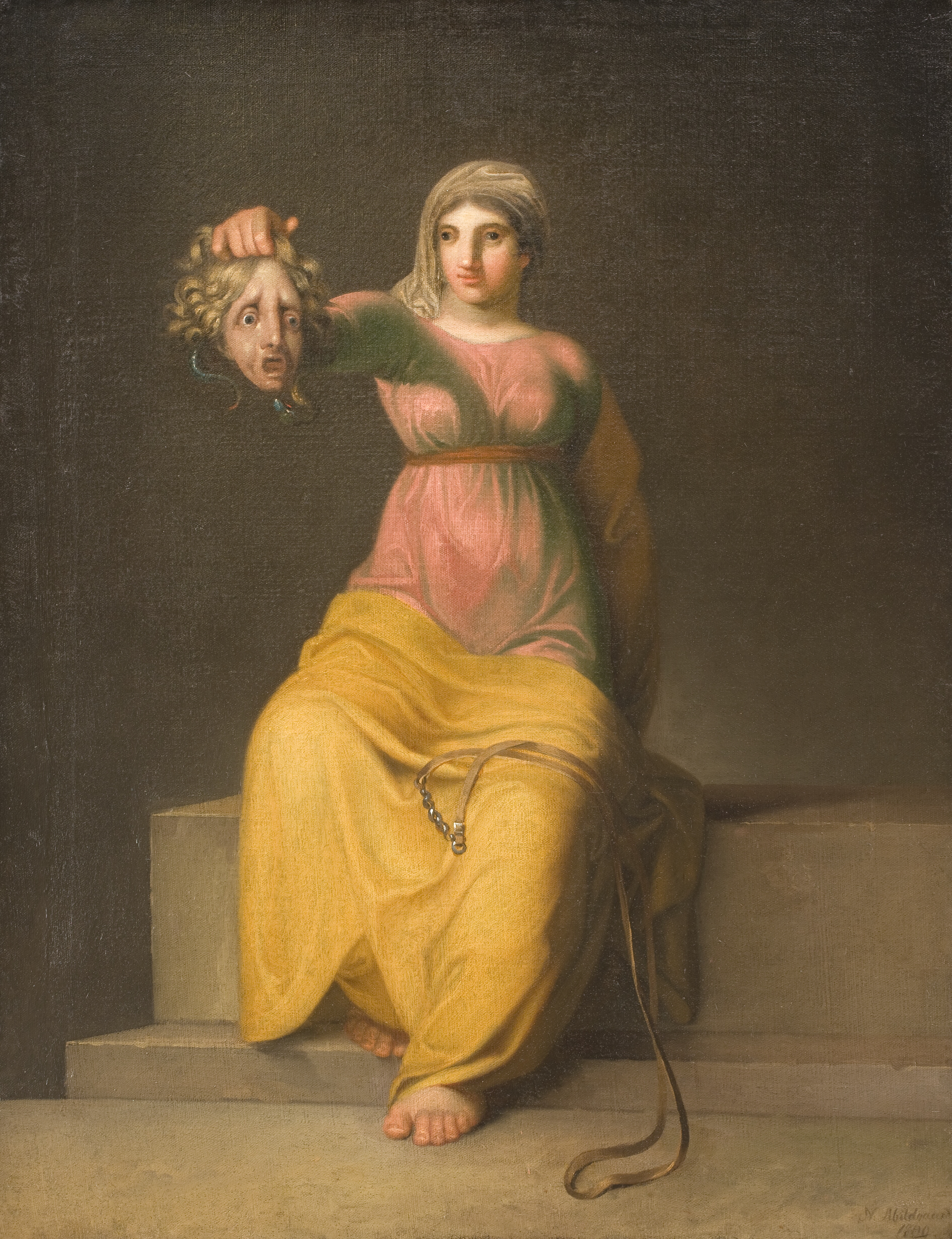
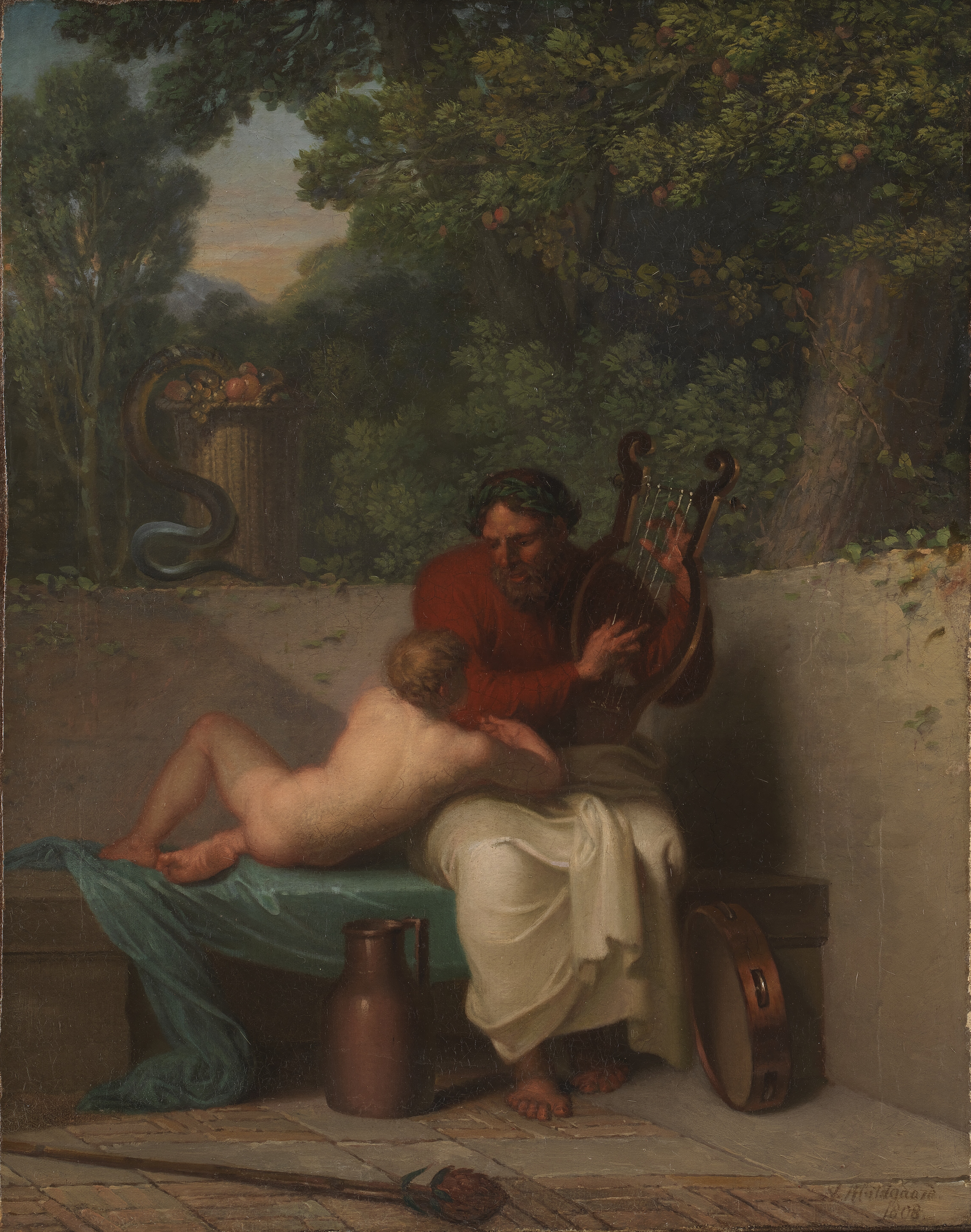
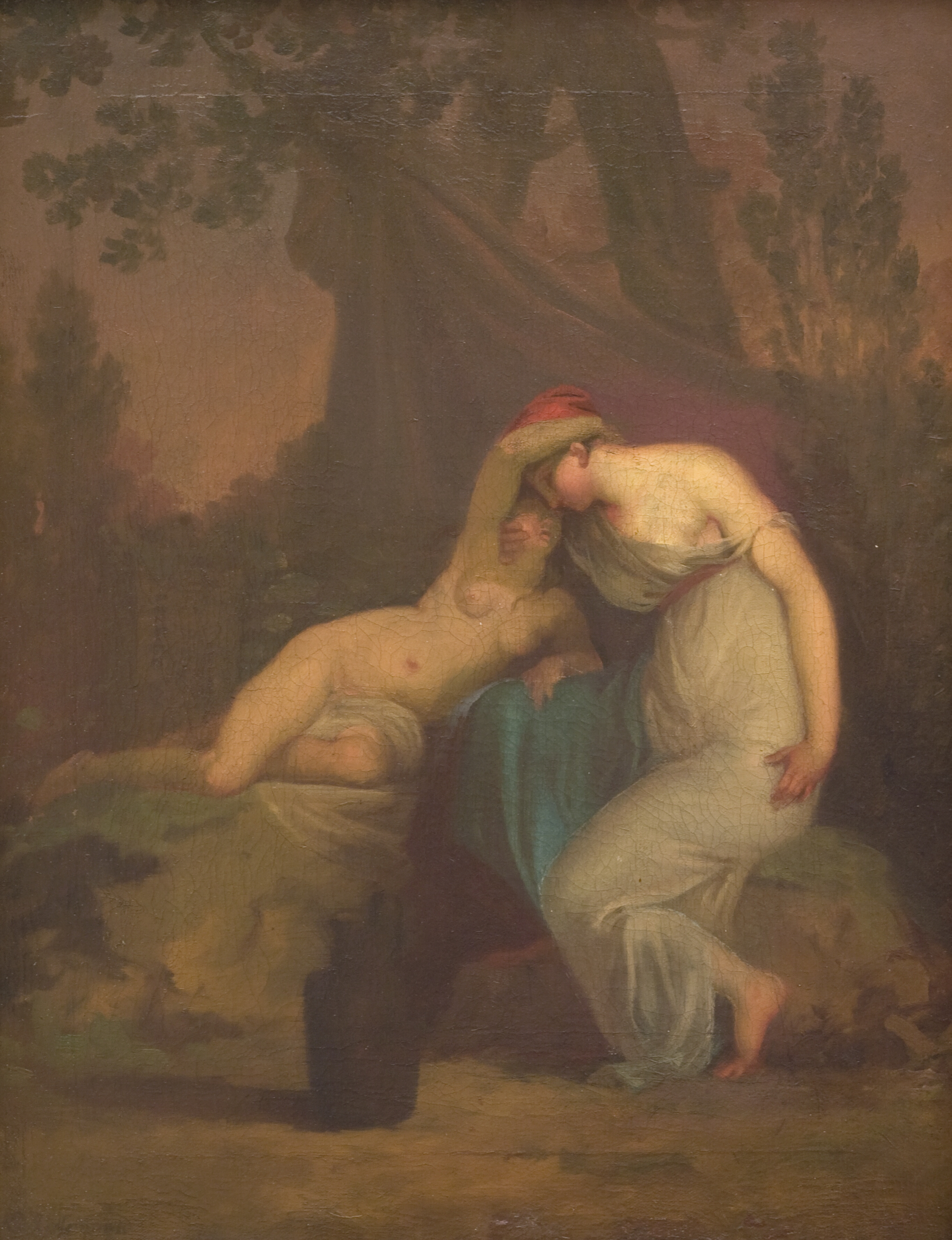
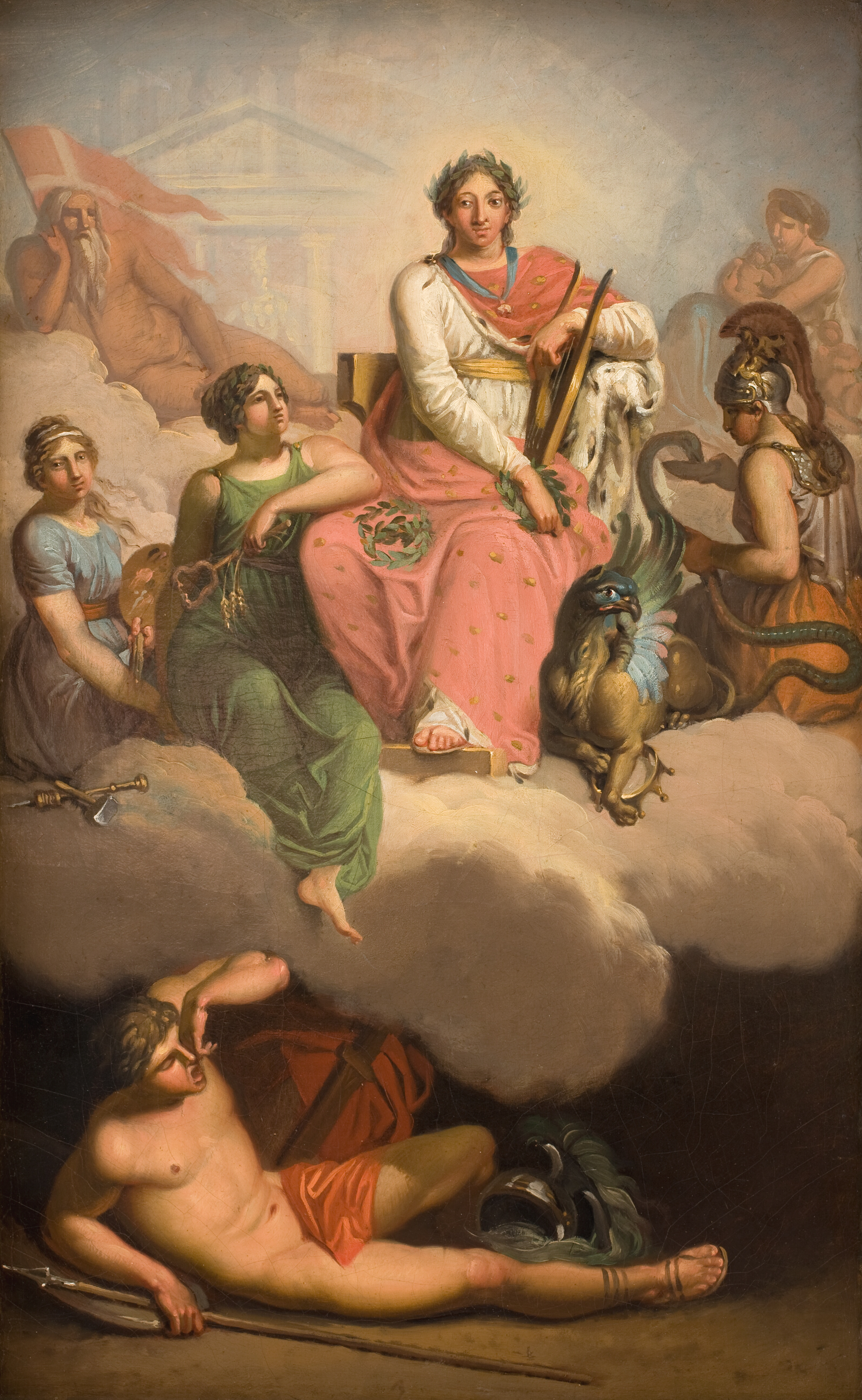
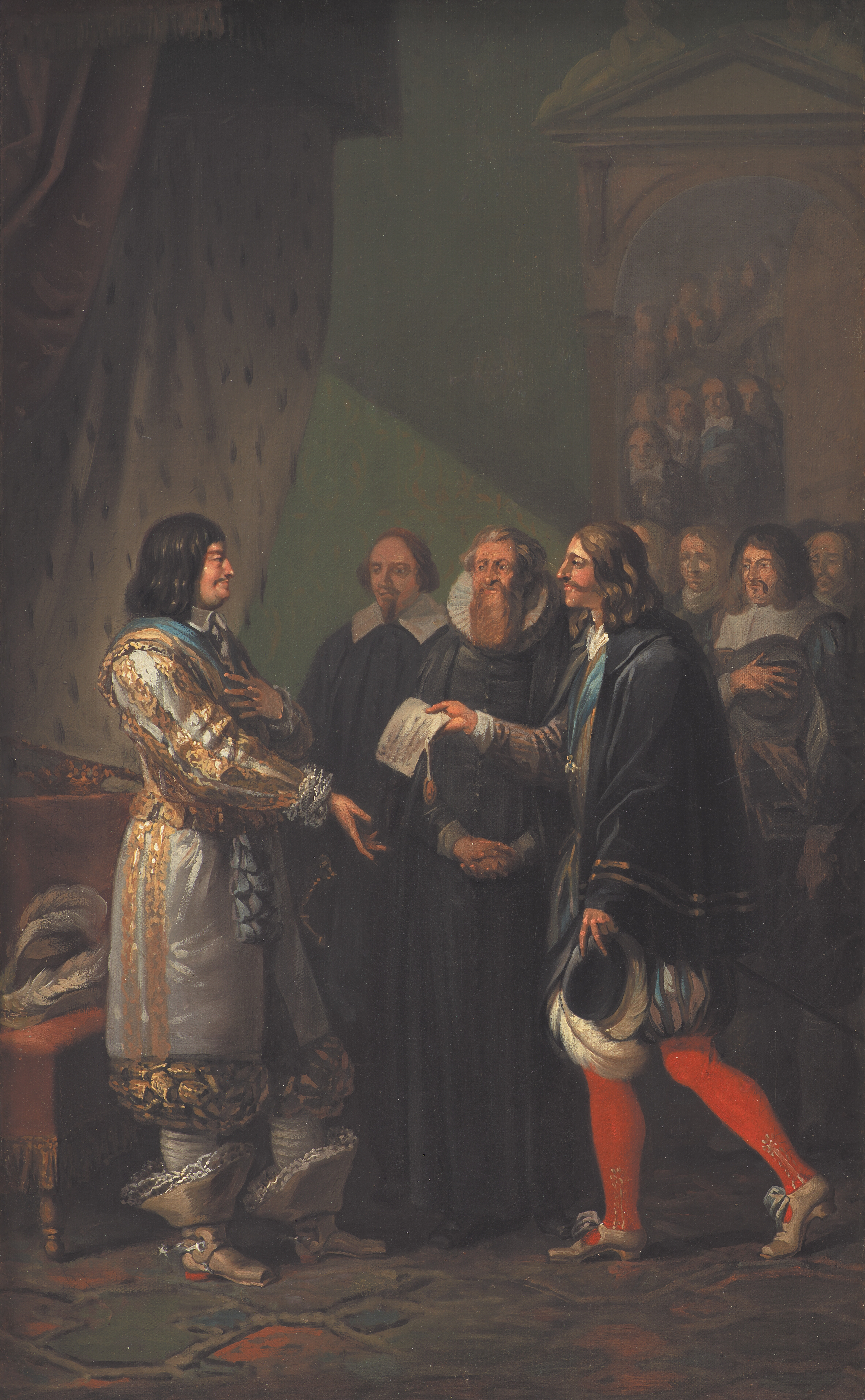
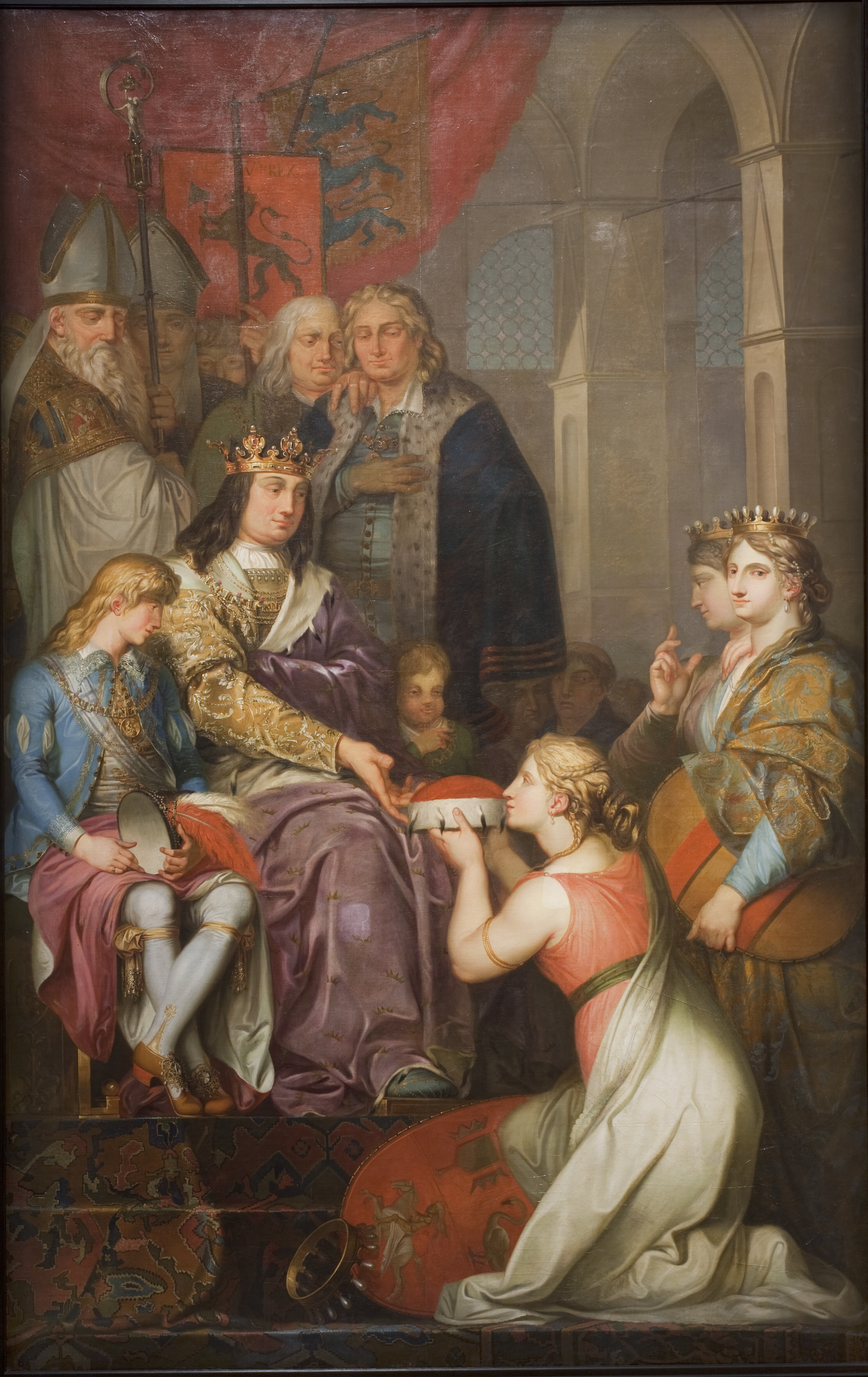
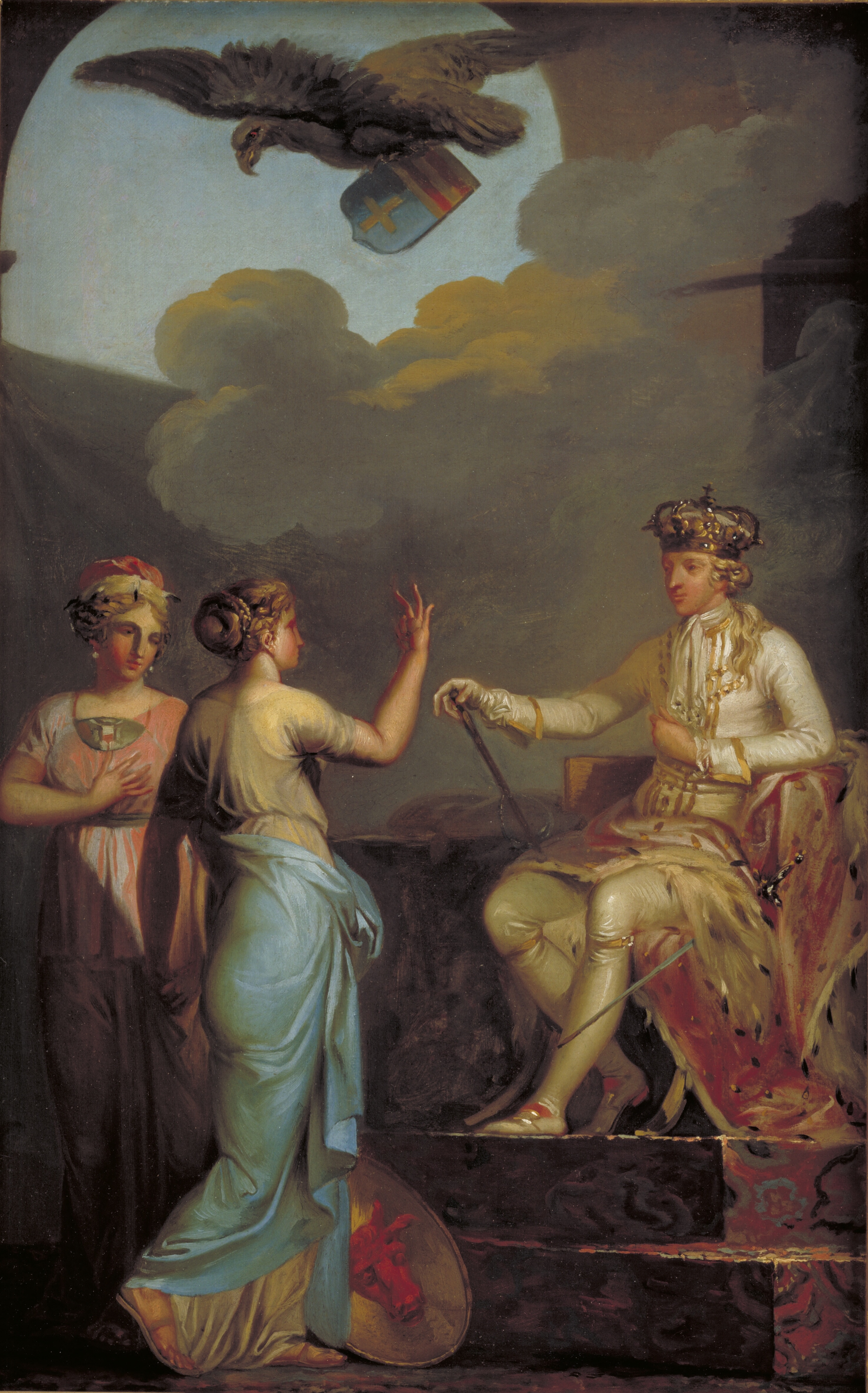
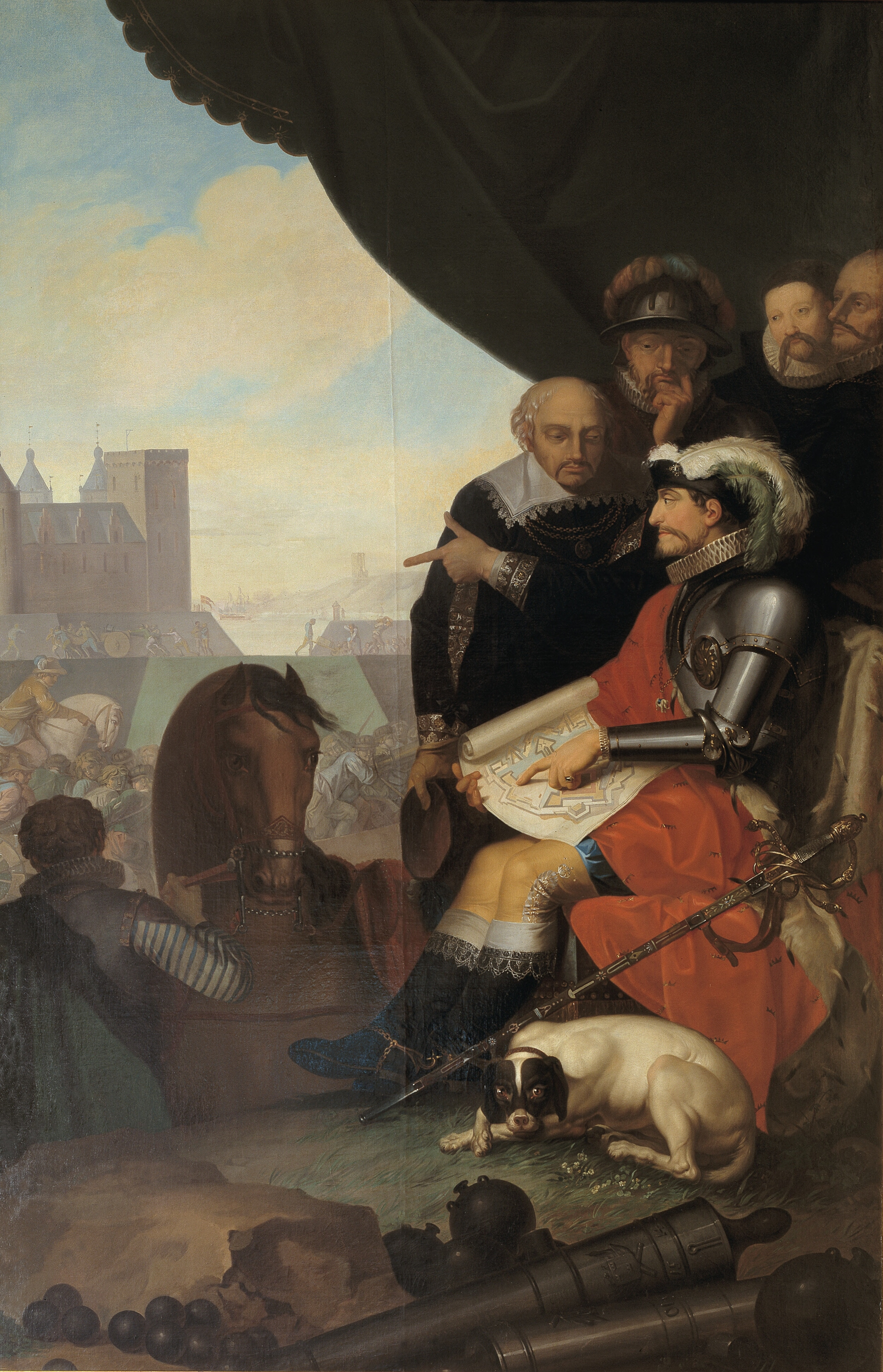
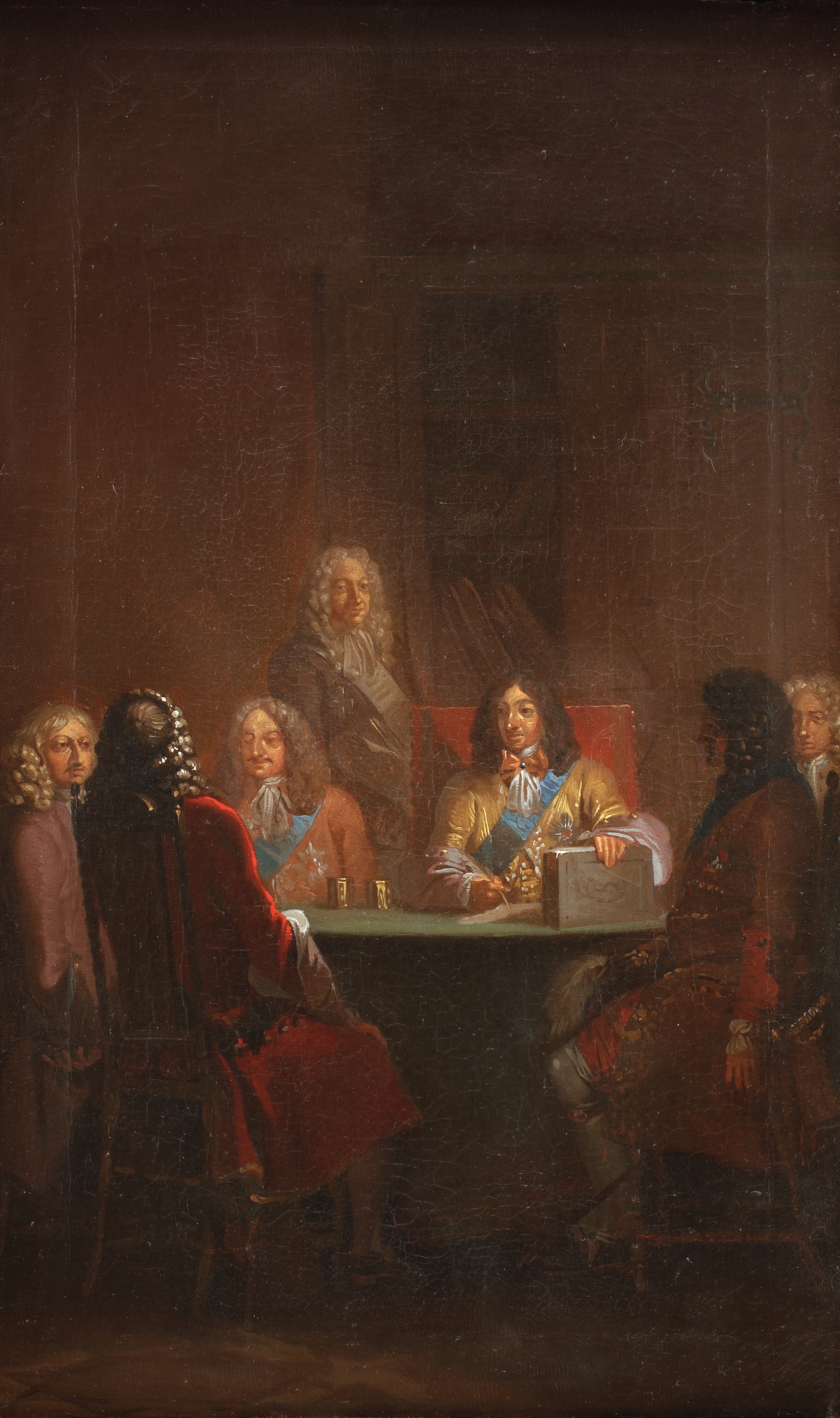
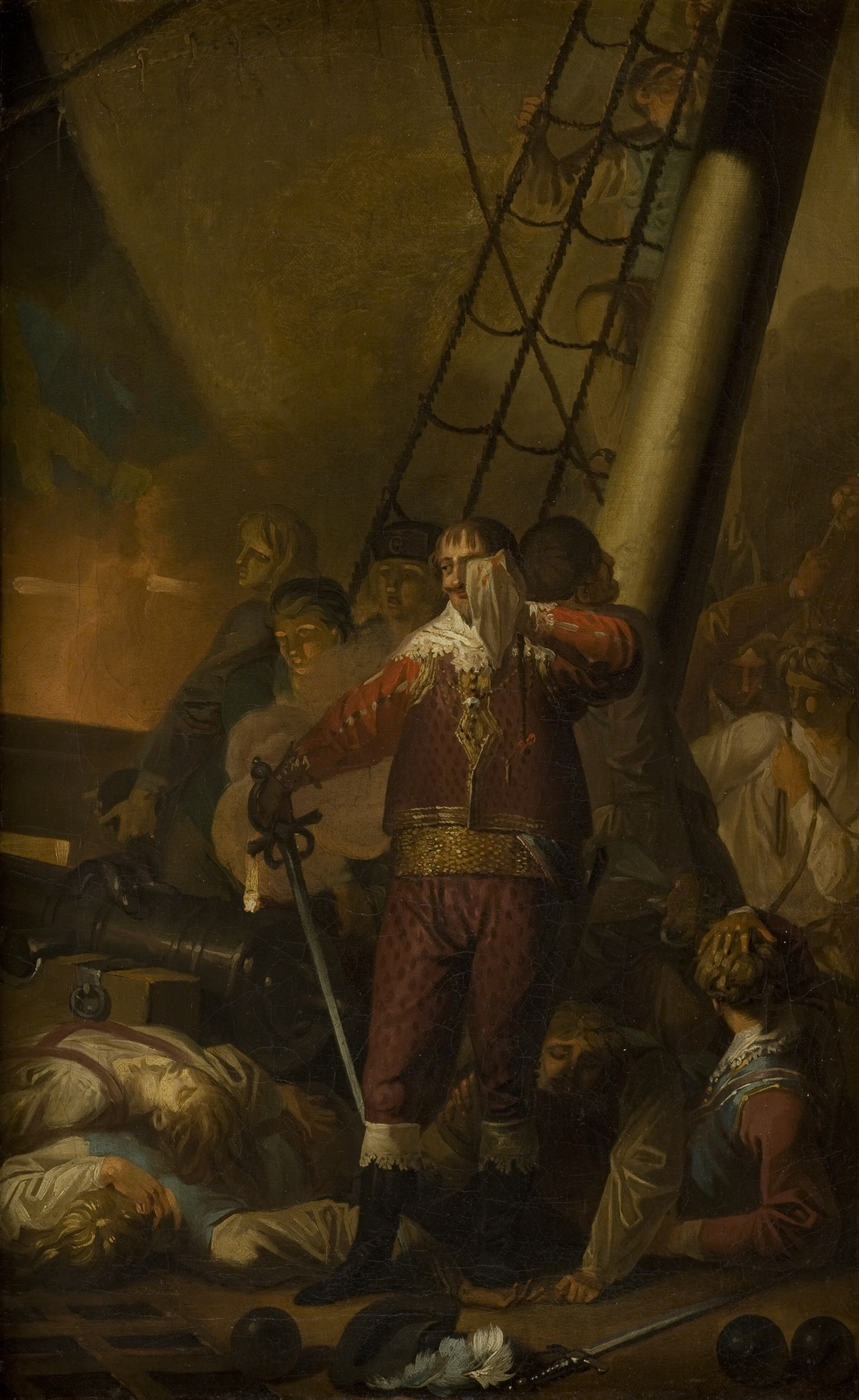
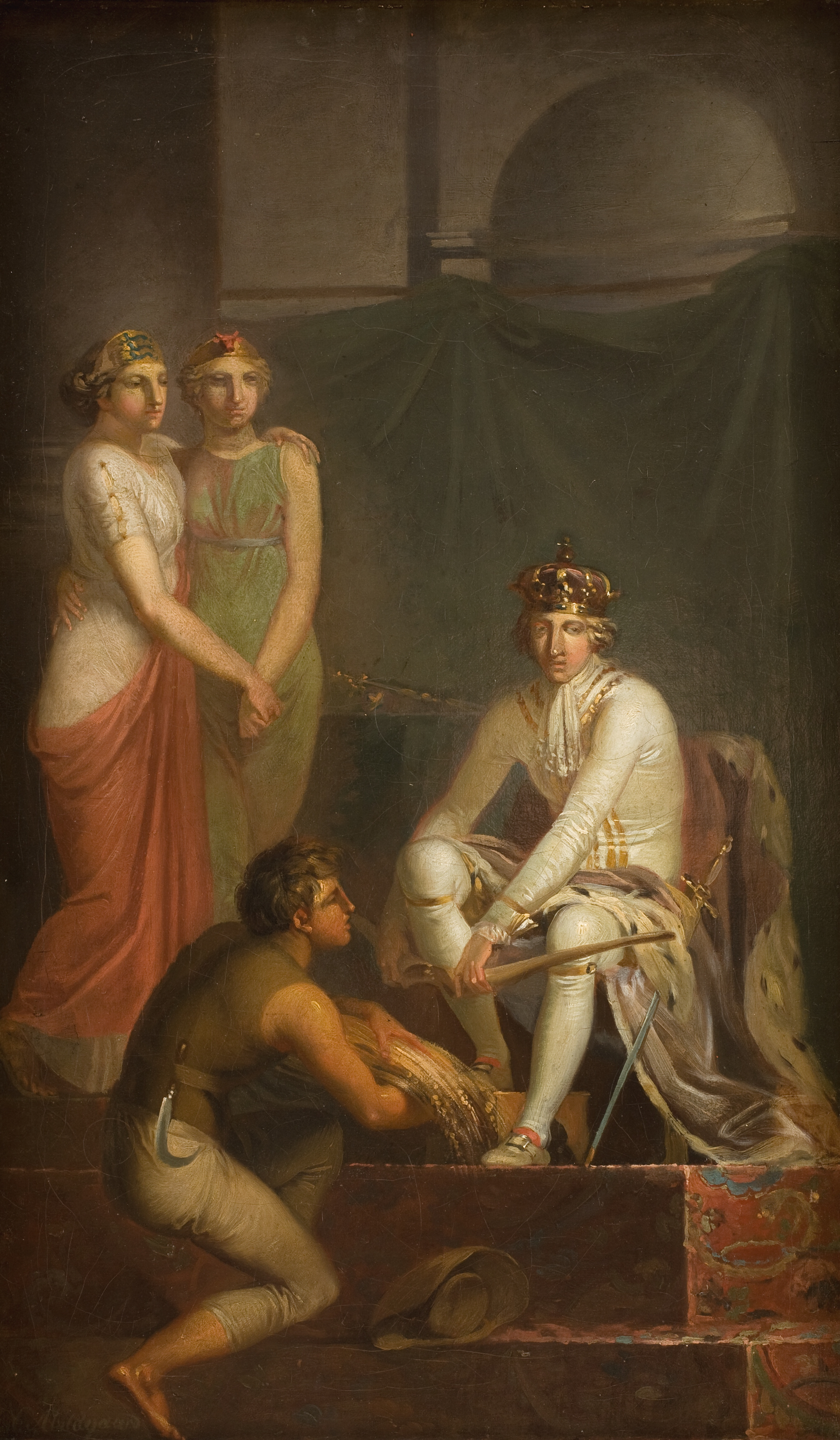
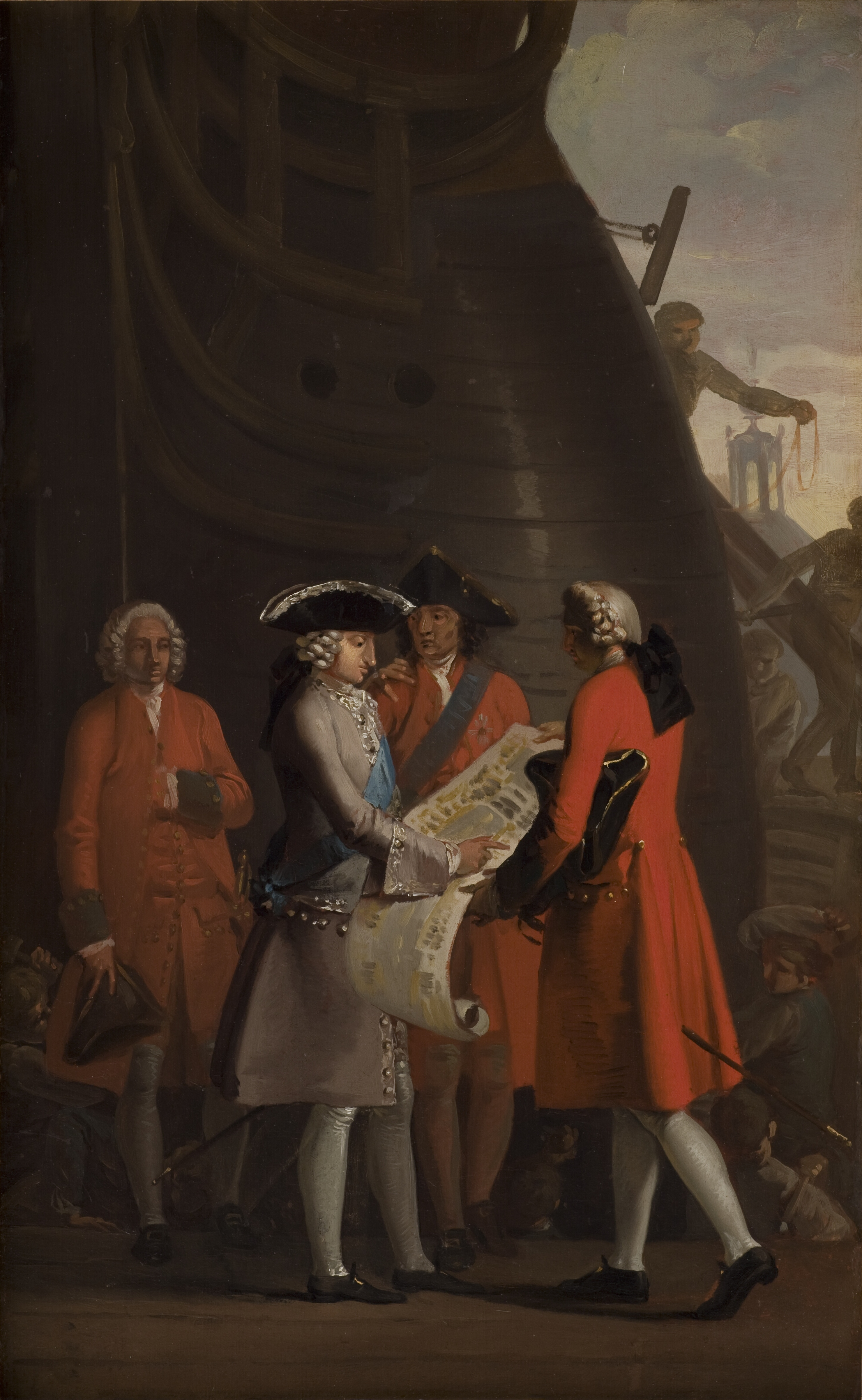
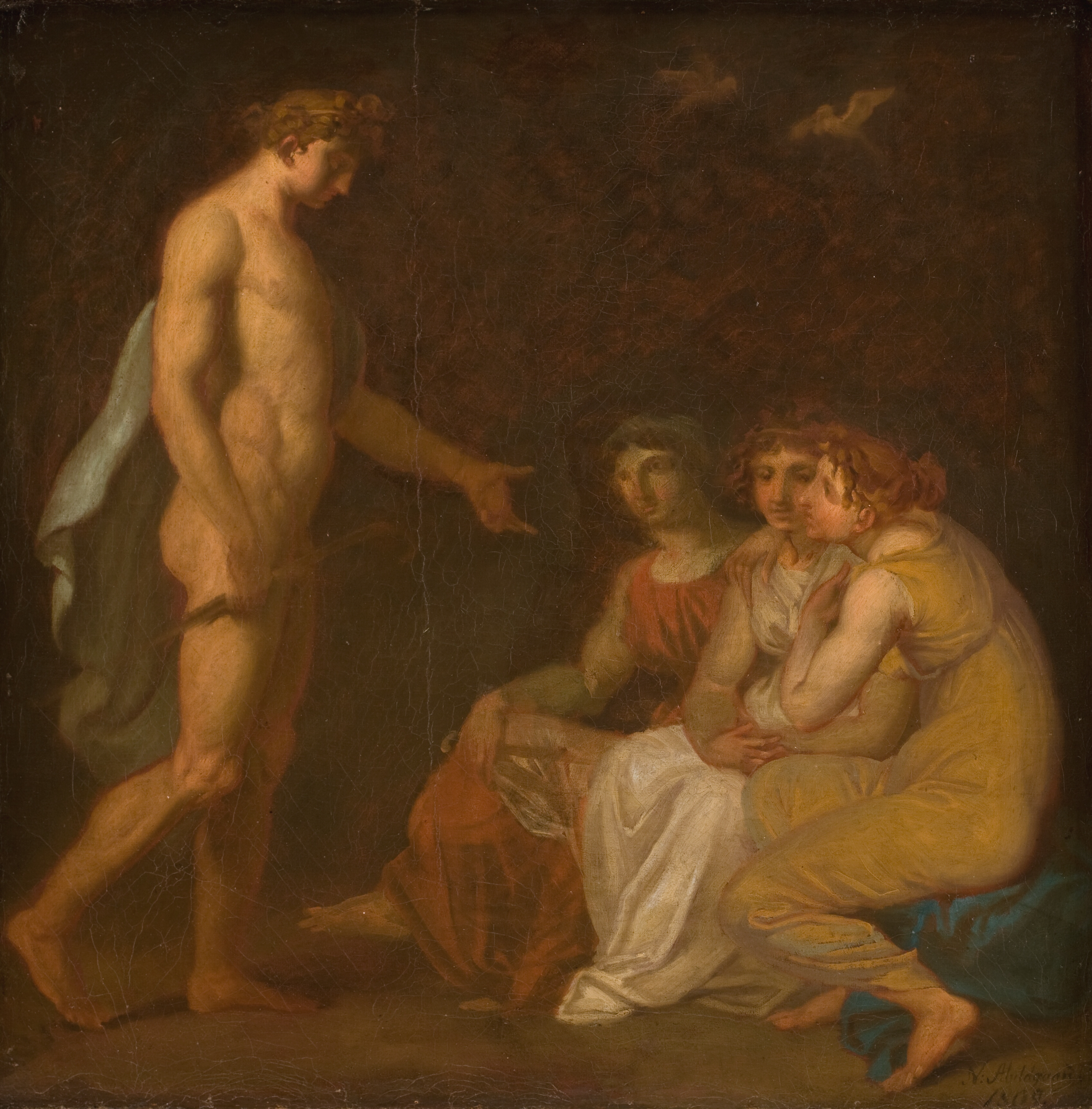
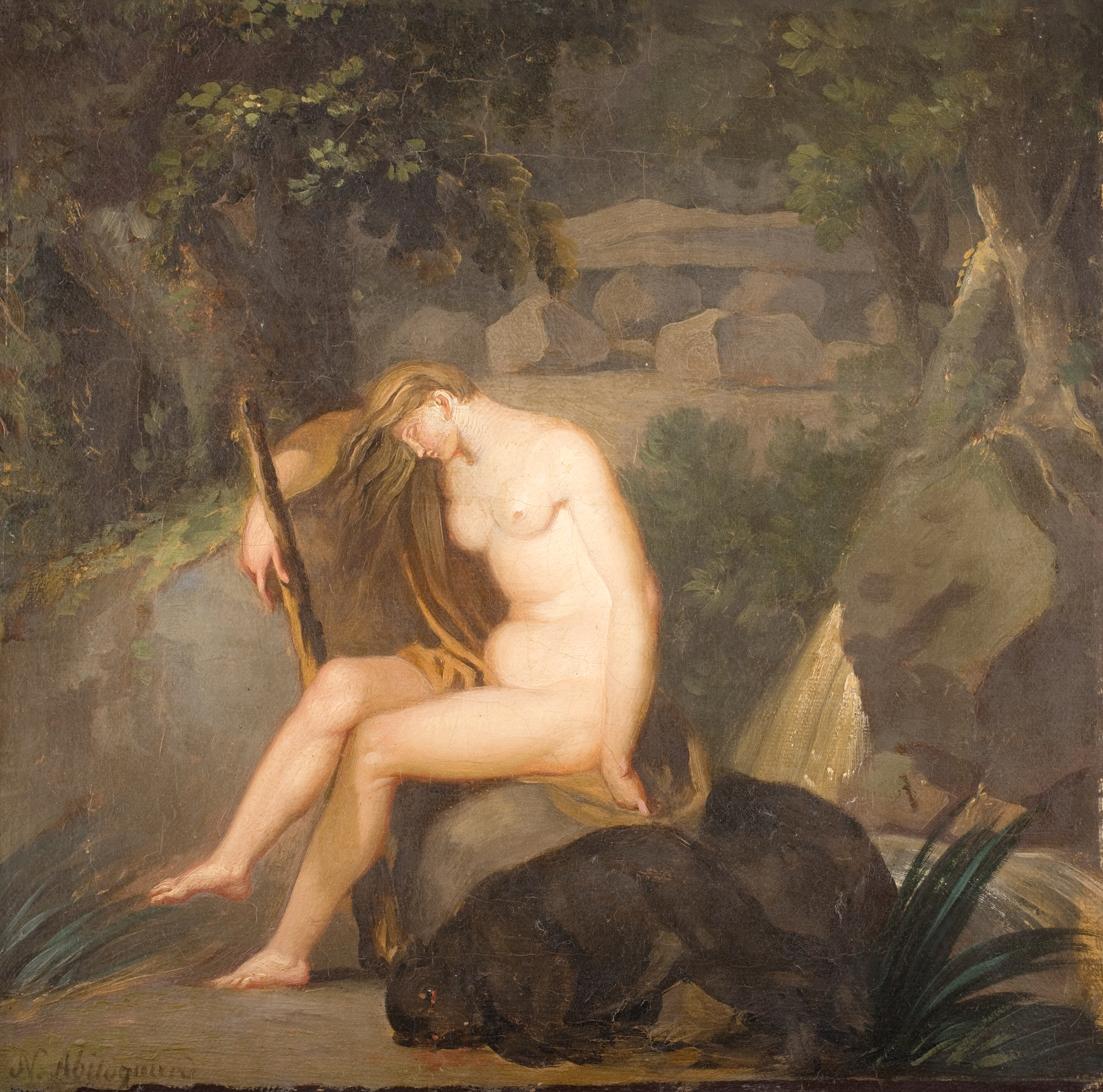
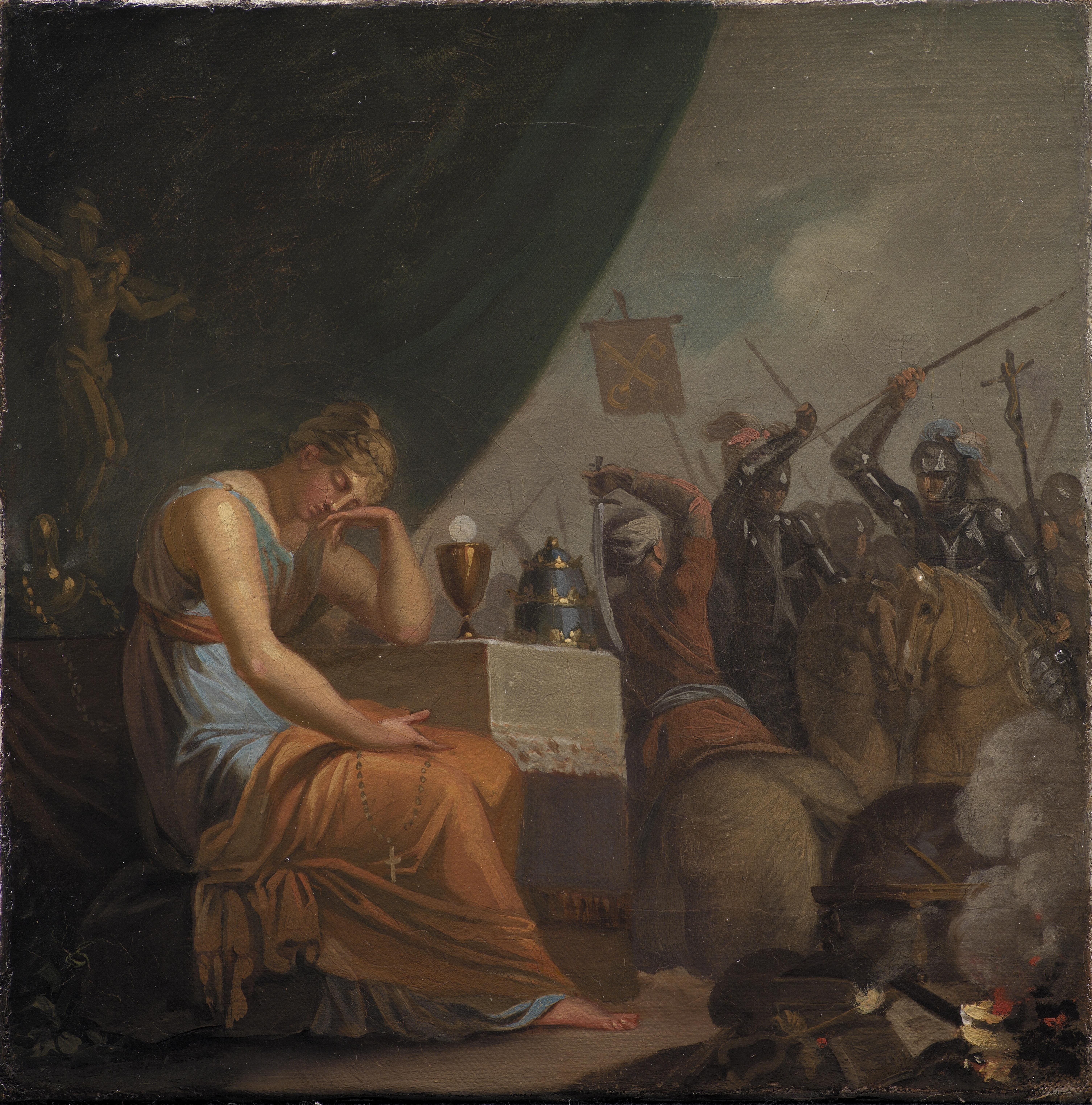
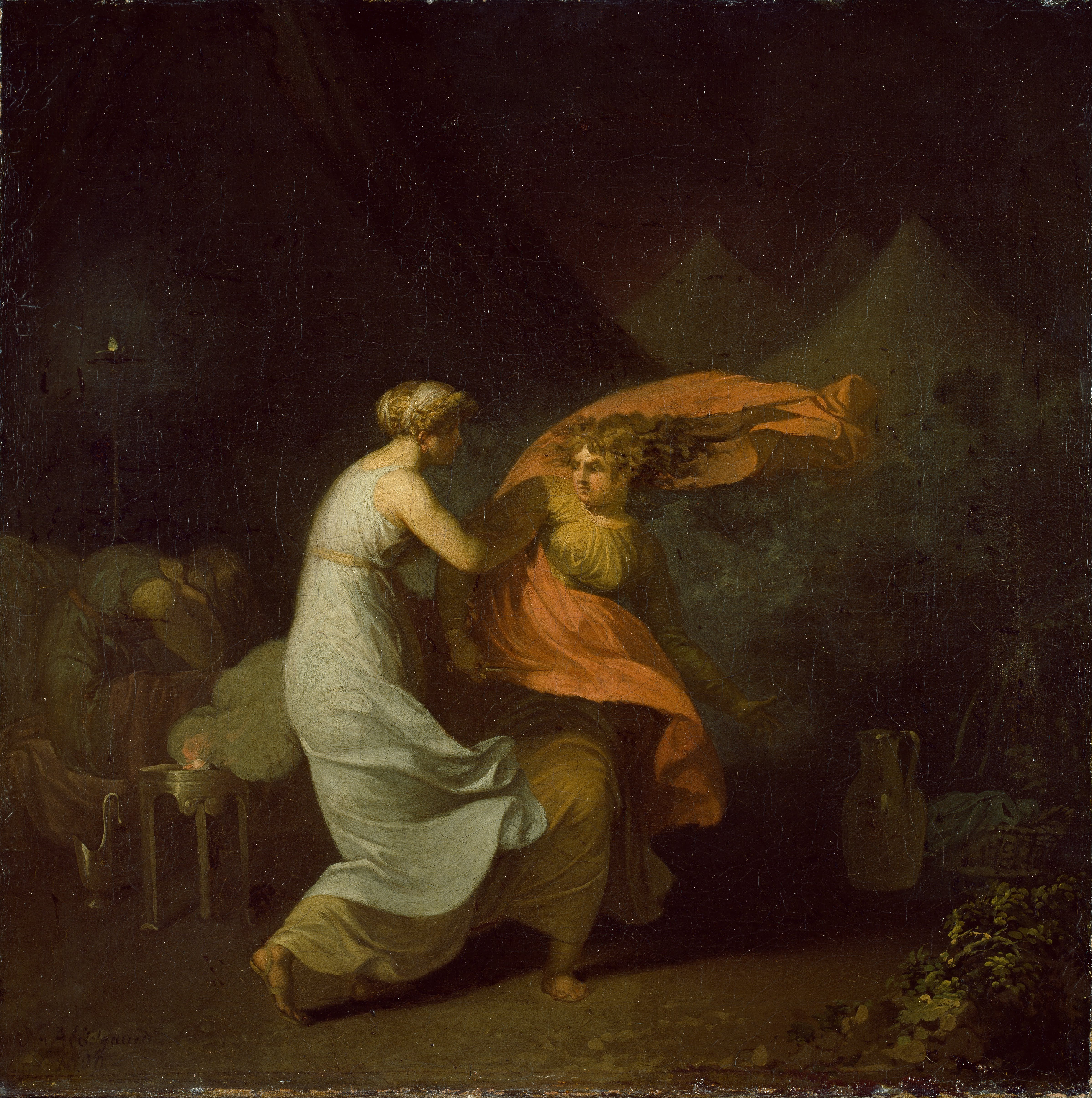
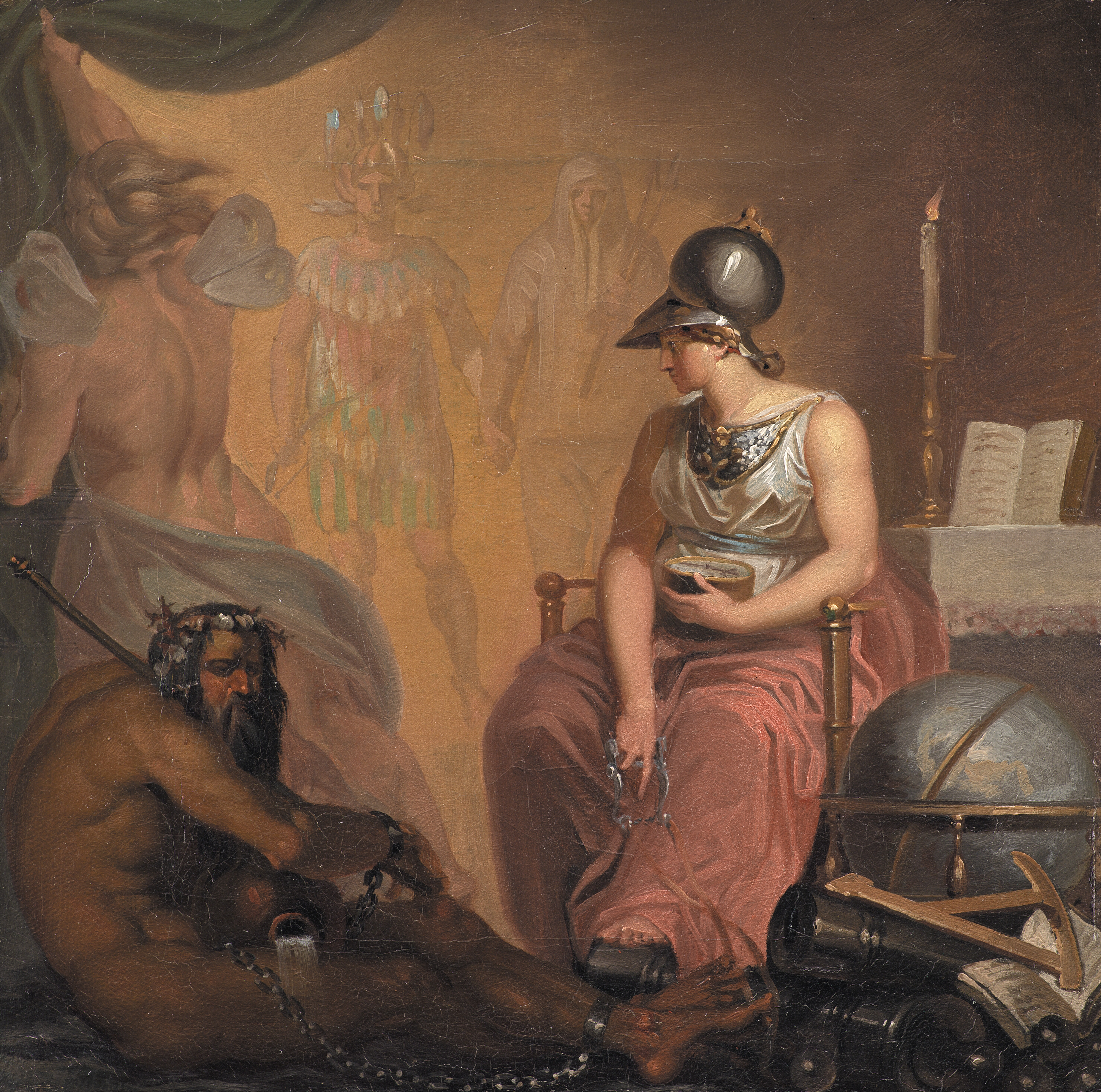
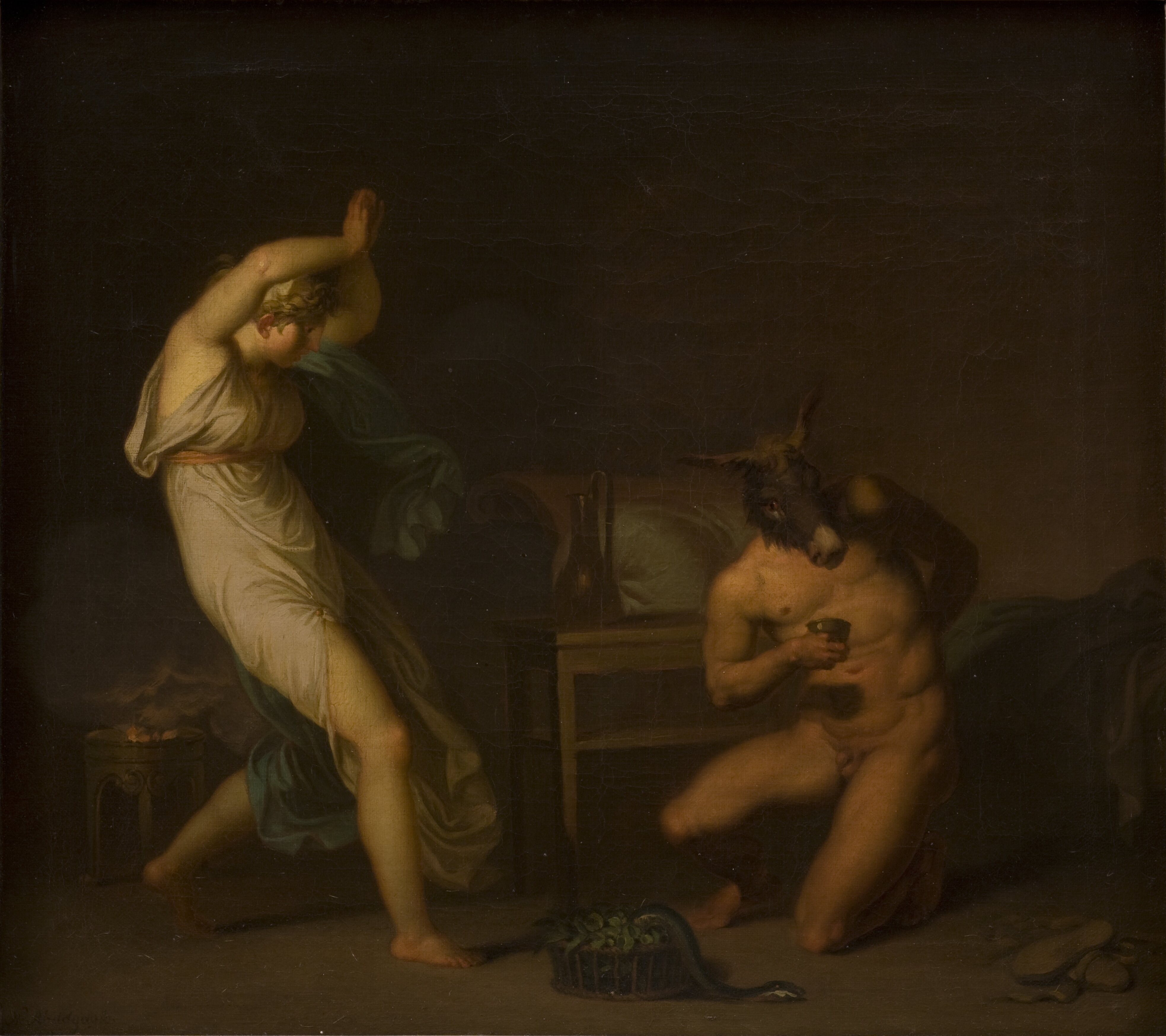
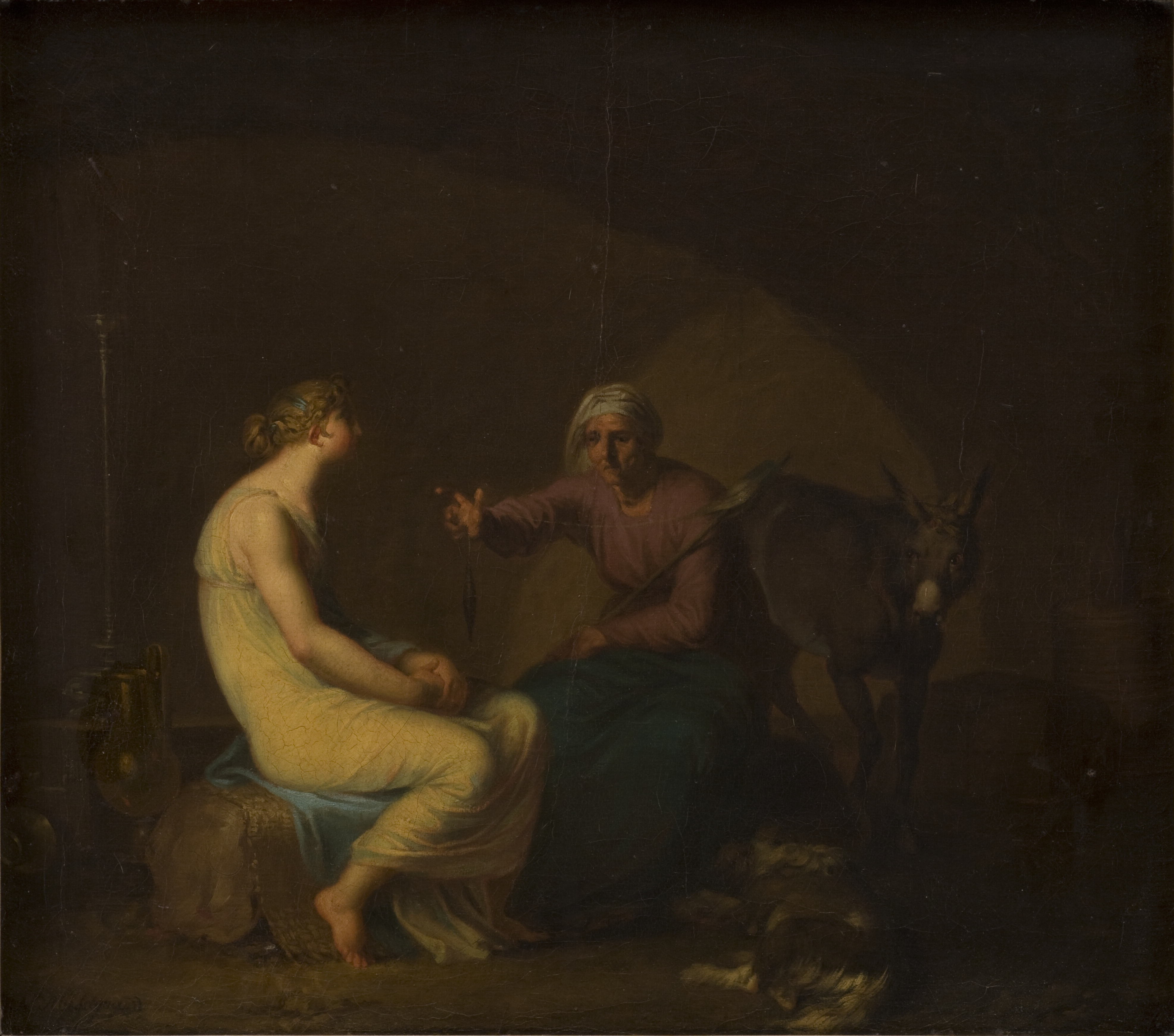
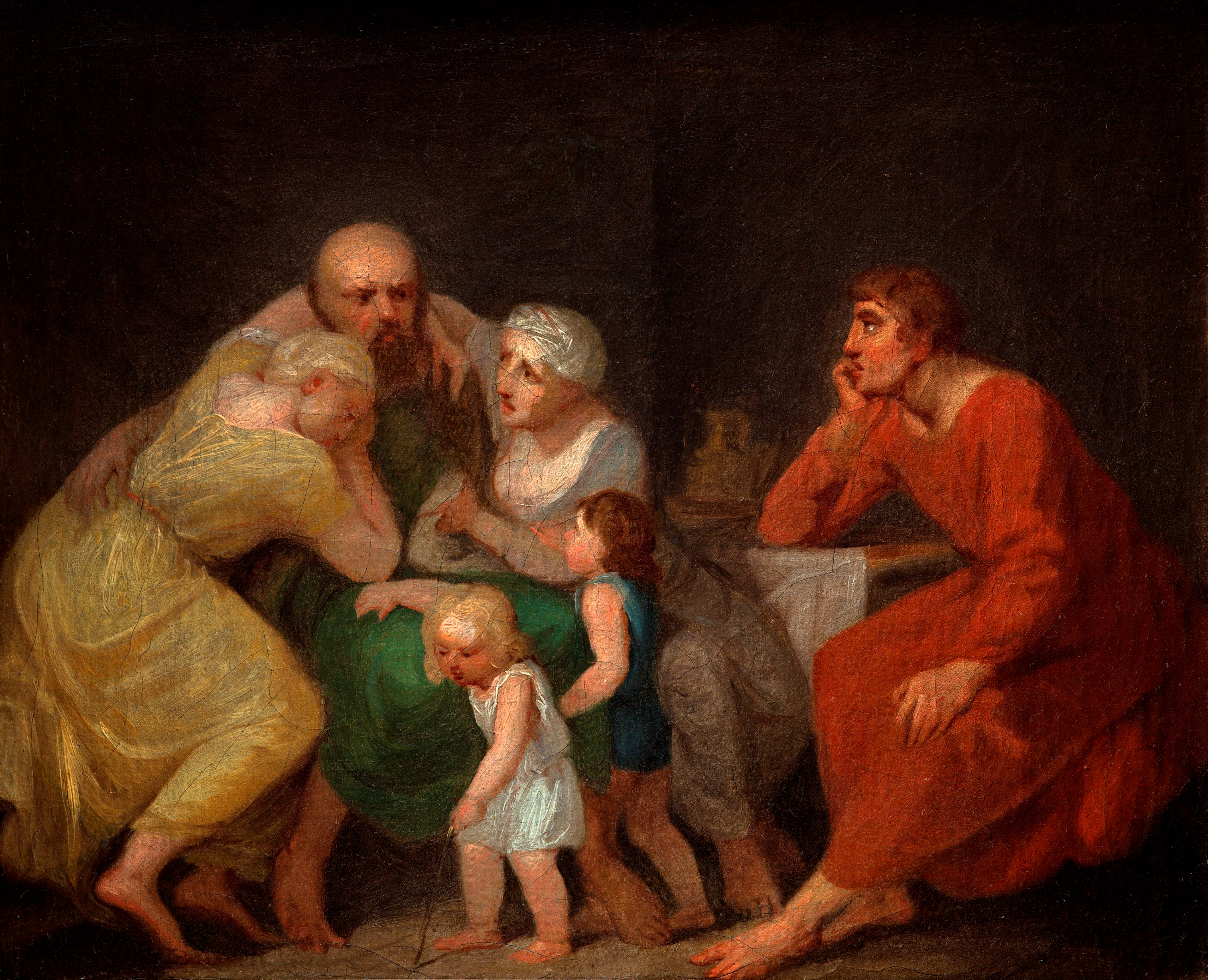
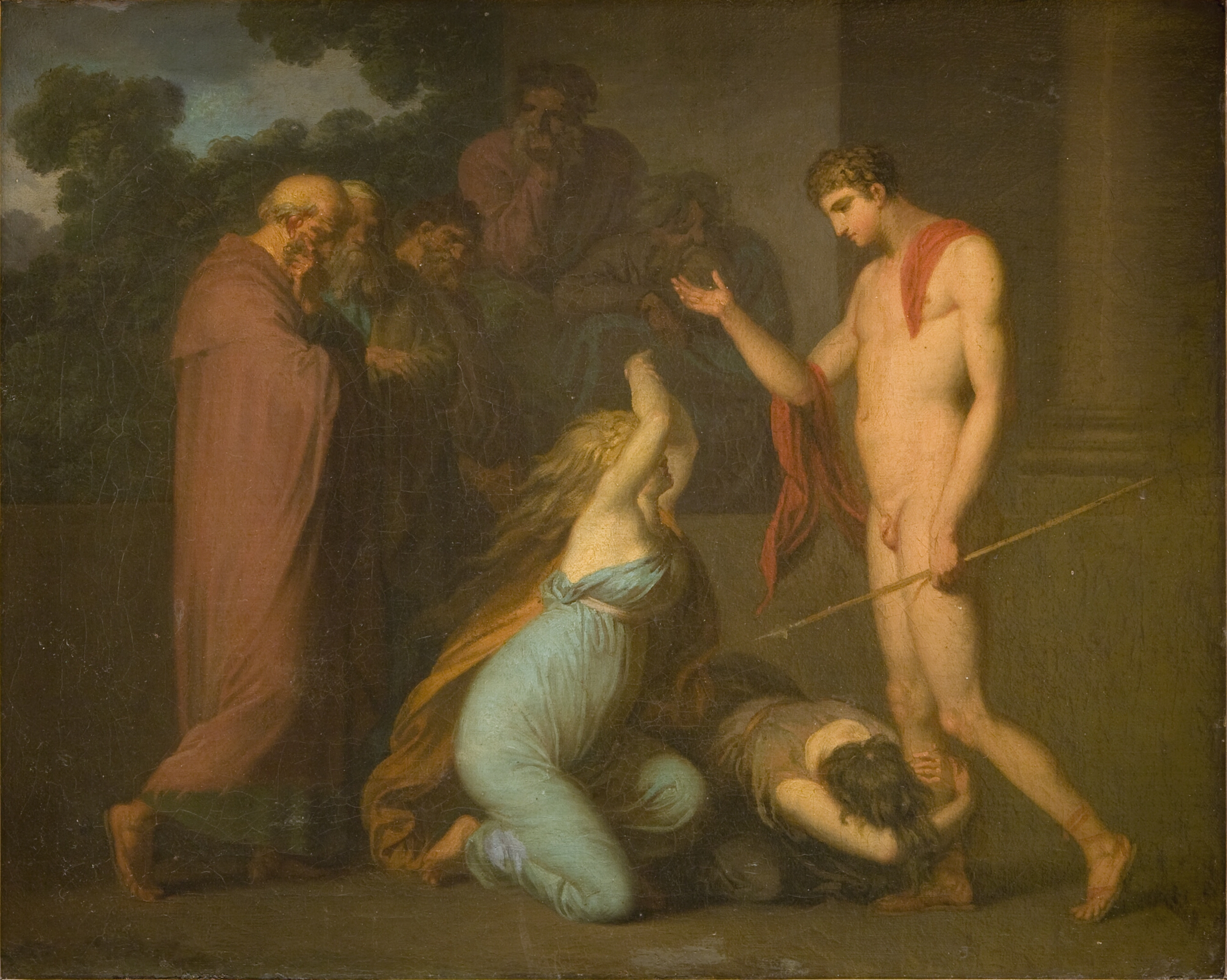
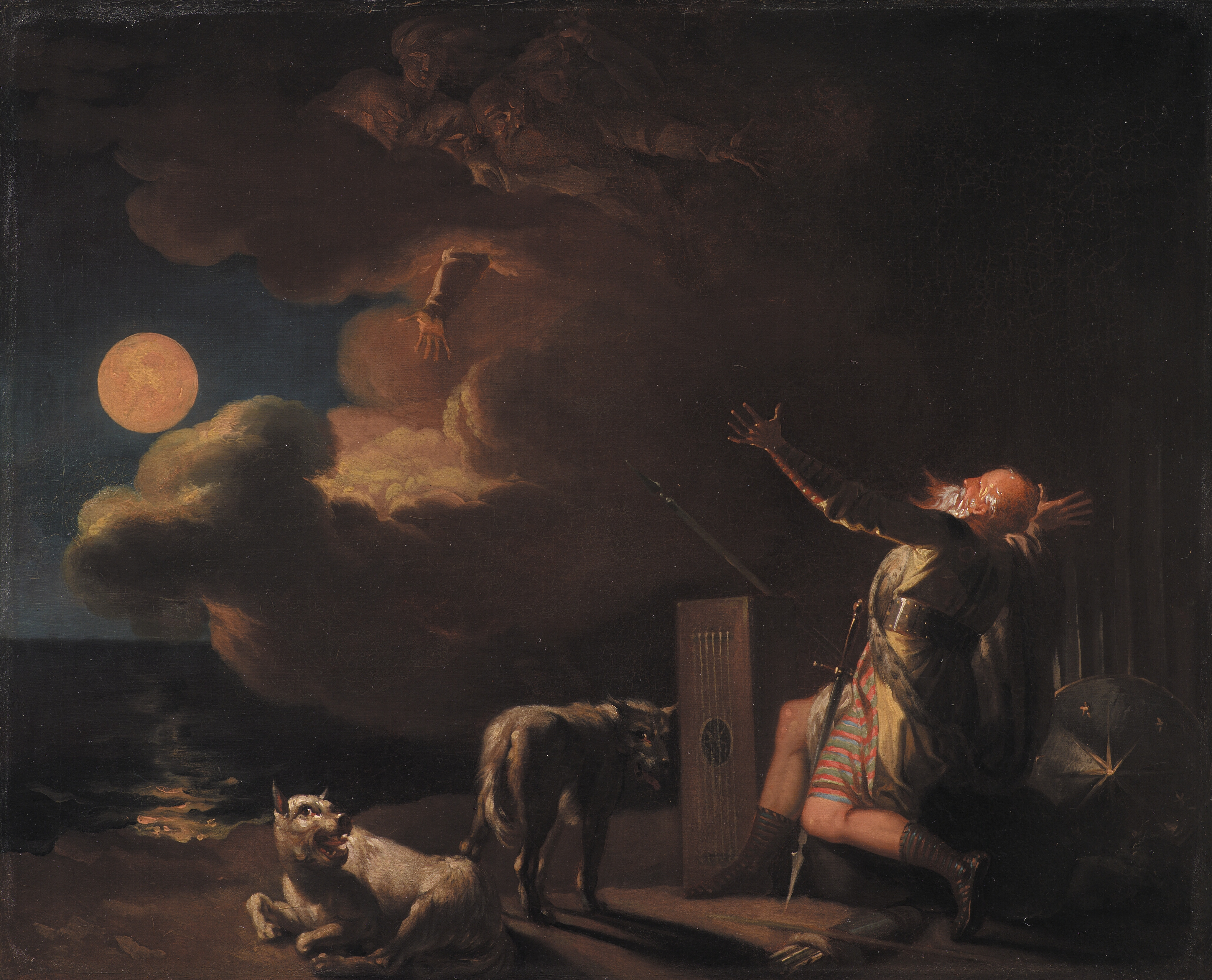
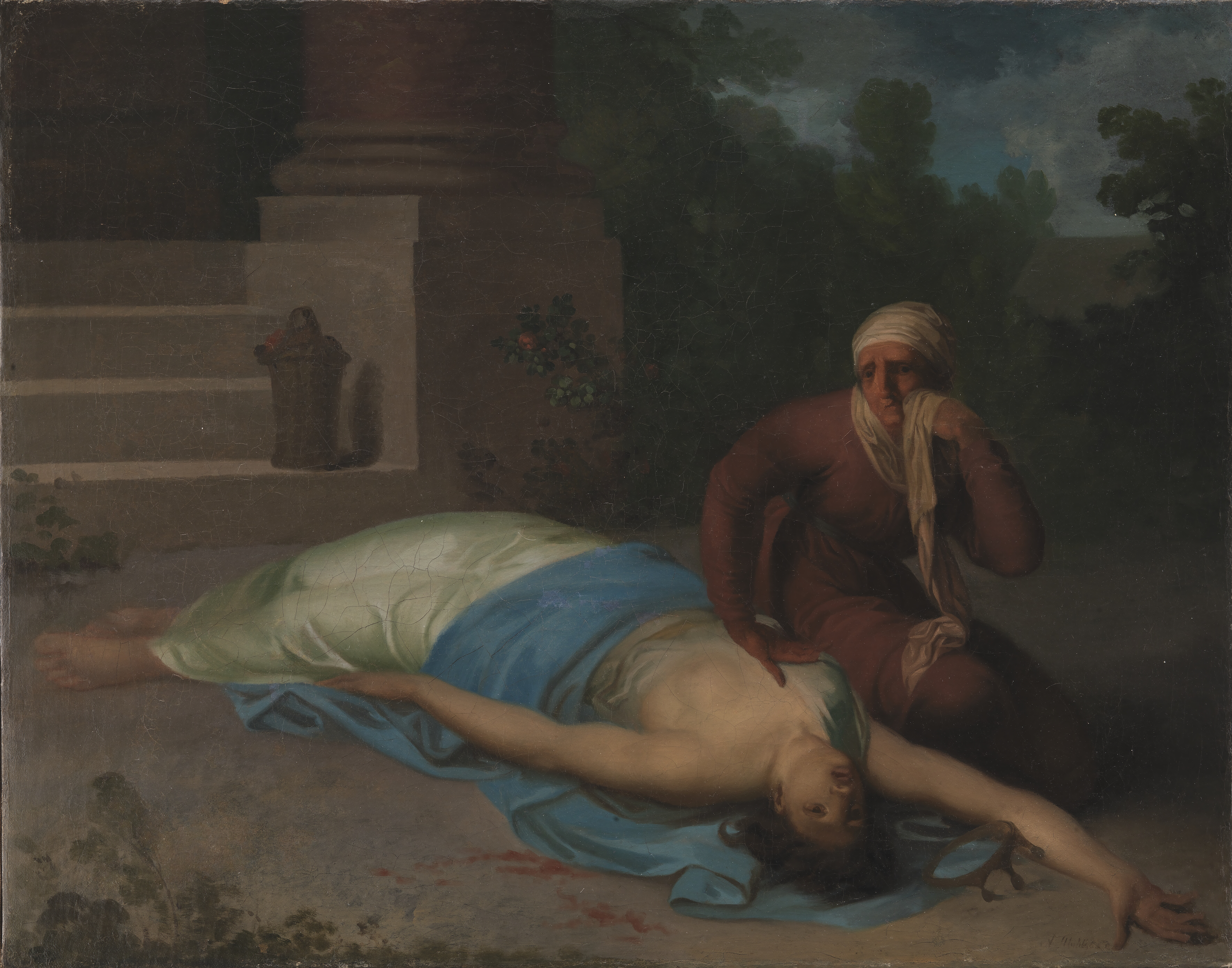
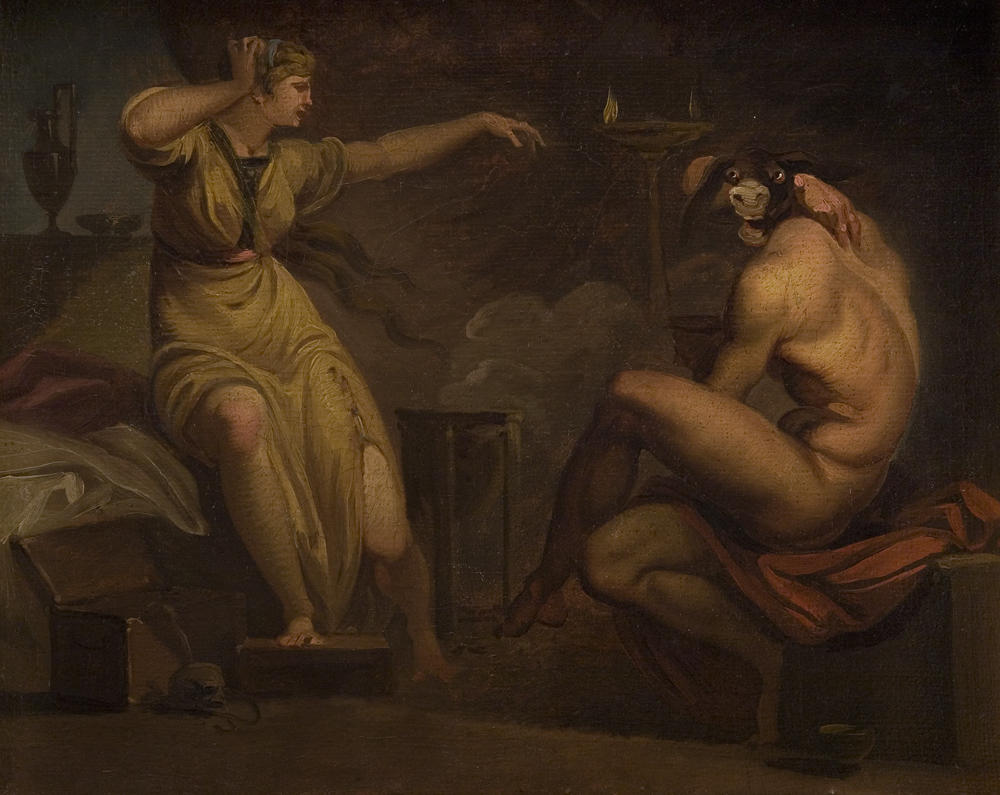
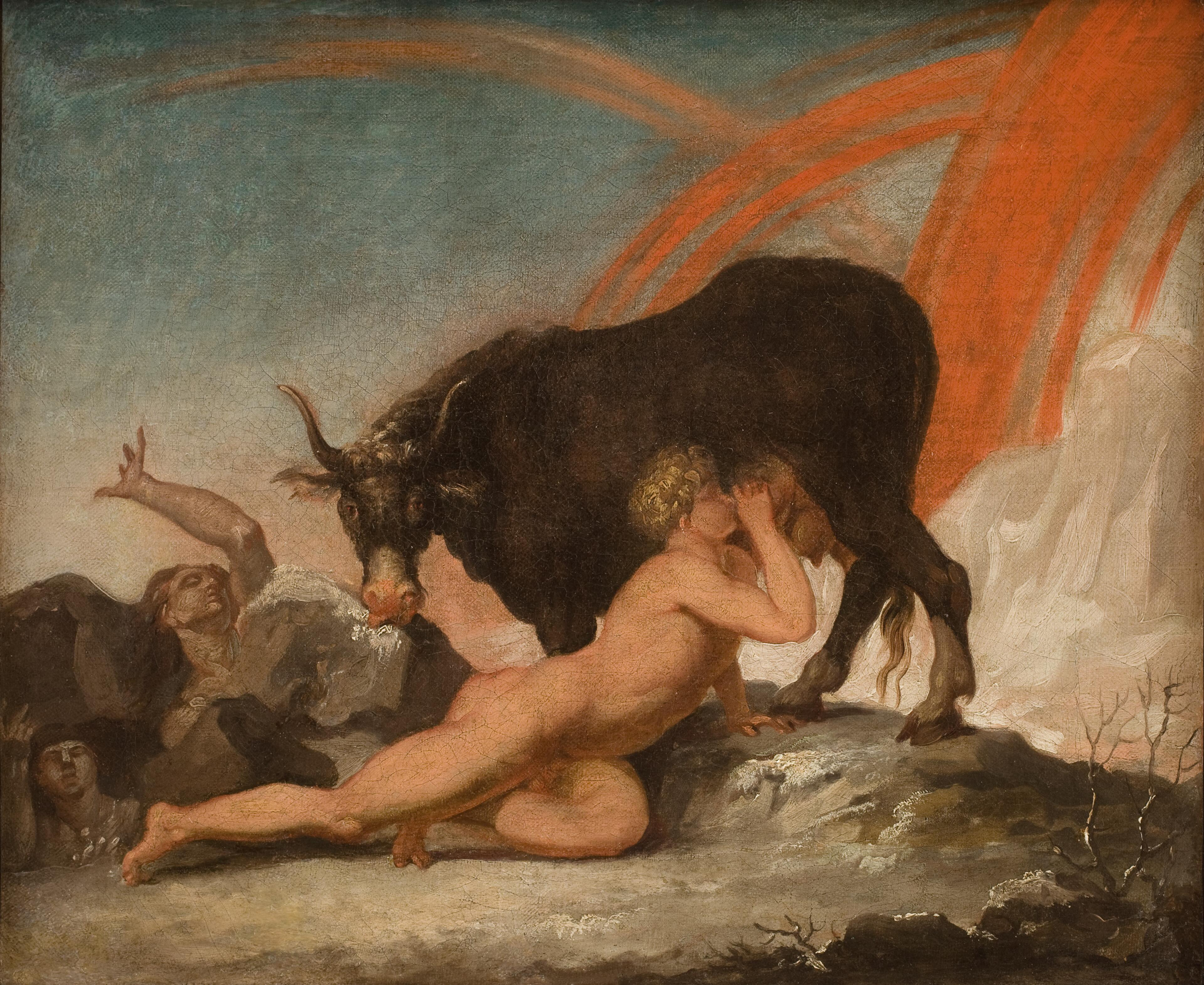